# 海運大廈
海運大廈（英語：Ocean Terminal）位於香港九龍尖沙咀海港城購物區，是香港其中一個郵輪碼頭（另外一個為啟德郵輪碼頭）。碼頭的客運樓名爲「海運大廈」（通稱海運碼頭），由九倉發展，於1966年3月22日開幕，是當時全亞洲第一個購物商場。除碼頭外，還包括10,000平方呎的寫字樓，以及648,000平方呎的商場。而海港城的商場部份則是全香港面積最大購物中心。
為防止新冠肺炎傳播，特區政府於2020年2月5日宣佈海運大廈郵輪碼頭與啟德郵輪碼頭暫時關閉，直至2023年4月4日重新對外開放。

## 歷史

### 早期歷史
海運大廈原址屬九龍倉碼頭的一部份。1960年代，九龍倉集團決定將碼頭用地分批重新發展。1963年，九龍倉碼頭獲香港政府資助，斥資7,000多萬元將原有的第一號碼頭重建為樓高4層的海運大廈，成為最早重建完成的建築。根據尖沙嘴分區大綱圖，地段規劃原意本是設置一個商業客船碼頭連配套設施，例如商店和停車場等。
在1960年代，海運大廈是當時全亞洲第一個購物商場，也是香港僅有和最早落成的大型商場。海運大廈可停泊兩艘排水量5萬噸級的郵輪，是啟德郵輪碼頭於2013年落成前，香港最重要的郵輪碼頭，佔有很重要的地位。商場於1966年3月22日由港督戴麟趾主持揭幕儀式，是當年香港一大盛事。
1966年10月6日及15日，1966年度香港小姐競選在海運大廈舉行準決賽及決賽，並由馬嘉慧奪得1966年香港小姐冠軍。
商場內除了設有1200個車位的停車場外，還設有112間商店、2間餐廳、4間酒吧、郵局及美容院。租戶包括何莉莉的藝廊、寶記魚絲用具、元元公司、辰衝書店、狄龍影音及三寶鐘錶。租戶亦主要售吸引海外客的手工藝品店為主。餐廳包括首家美心咖啡室Maxim's Boulevard、Mermaid Tavern、巴西咖啡及規模宏大的海天酒樓夜總會（The Oceania Restaurant）。1967年，無綫電視啟播前，亦曾在海運大廈進行試播。此外，海運大廈商場當年名為海港塢，商場通道以「南丫島廊」，「長洲廊」，「鴨脷洲廊」等作為分區。而在1970-77年間渣打銀行發行的港幣100元鈔票，即以海運大廈作為其背面圖案。
1986年，香港首間玩具反斗城的旗艦店（曾經是全港唯一且面積最大的分店）設在商場內。

### 翻新工程
1987年至1989年，海運大廈進行首次龐大翻新工程。
2003年，海運大廈進行第二次龐大翻新工程，包括將地下至一樓的連卡佛百貨公司搬遷至馬哥孛羅香港酒店，原址改建為多間兒童店鋪、特色食肆及在一樓設立大型化妝品百貨公司Faces。
此外，海運大廈外牆在2005年11月由粉紅色變更為白色，商場頂層的廣告燈箱亦沒有放置廣告。
2008年6月，海運大廈進行第三次翻新工程，包括更換商場地下之地板、假天花、更換及新增四條扶手電梯，唯大部份範圍以白色為主調，被批評欠缺任何裝飾，特色欠奉，只務求將遊人的「購物體驗」限於店舖內。
2010年，九倉得到屋宇署批則擴建。
2013年起，九倉為海運大廈進行第四次翻新工程，工程包括將2樓和3樓的中庭遷往商場中心位置，並更換兩組扶手電梯。工程在2013年11月份展開，2014年12月完成。擴建部分可讓更多名店進駐重新規劃的樓面，以及在2樓開設新店，主要以高級腕錶品牌為主，包括 Qeelin、Rolex、Tag Heuer、Tudor、Wellendorff 及 Zenith 等。唯大部份範圍以香港商場常見的白色外牆、天花和地台為主要用料，被批評欠缺任何裝飾，特色欠奉，只務求將遊人的「購物體驗」限於店舖內。
2015年9月末，Facesss經過3階段翻新後，設20家國際知名品牌的香氛專區。
2016年3月22日，海運大廈踏入50週年，雖為無數香港人帶來集體回憶，唯九倉並沒有舉行任何慶祝活動。
不少著名郵輪曾在海運大廈停泊，包括曾是世界最大郵輪的伊利沙伯二世號。「謝多夫號」（Sedov）而訪港的外國軍艦亦多停靠海運大廈。2013年5月2日至6月9日，橡皮鴨（香港傳媒普遍將其稱為「巨鴨」）放置在香港九龍尖沙咀海港城海運大廈對面的海上展示，吸引大派遊人到場觀賞。

### 後期擴建

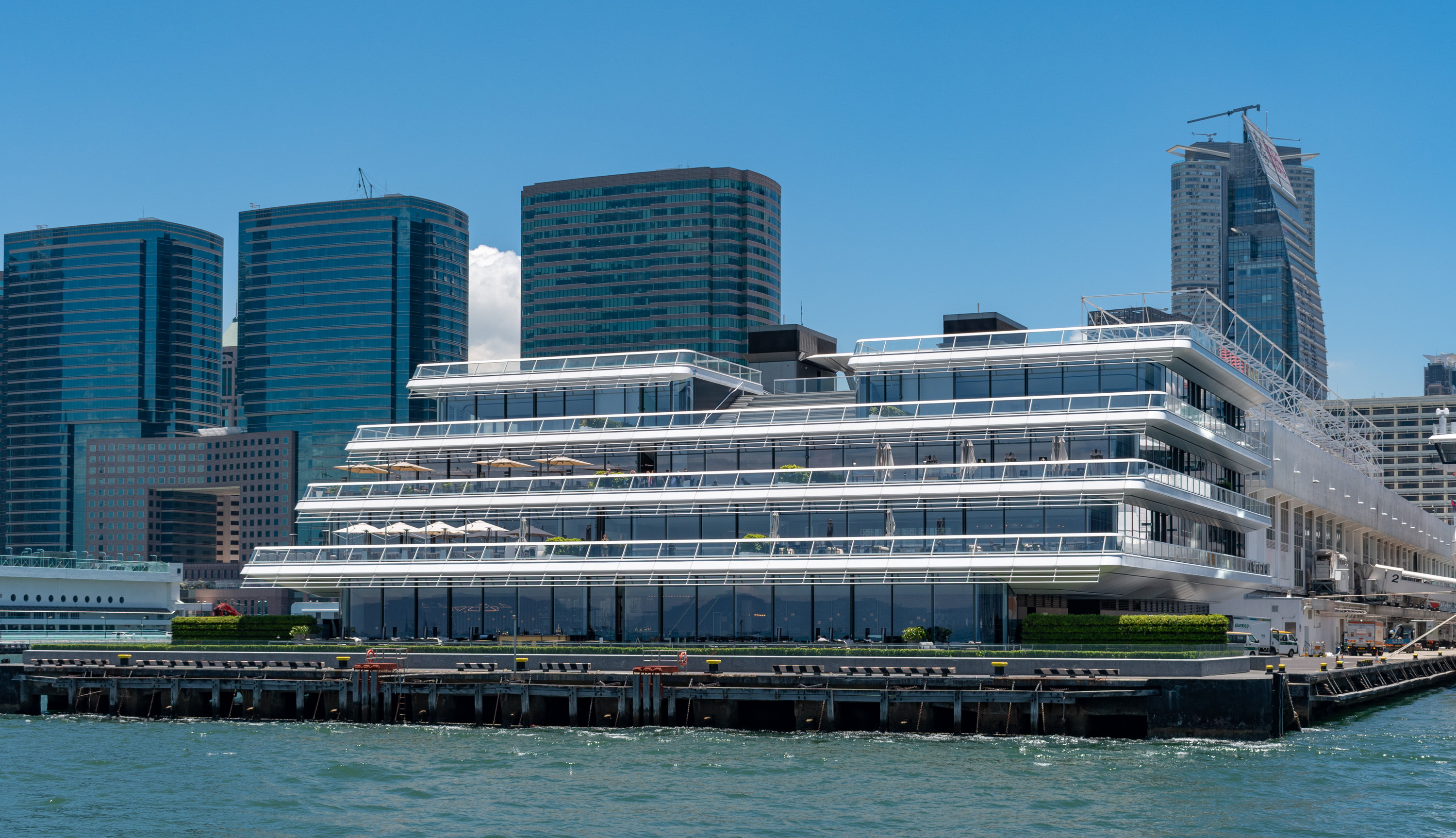
海運大廈擴建部份

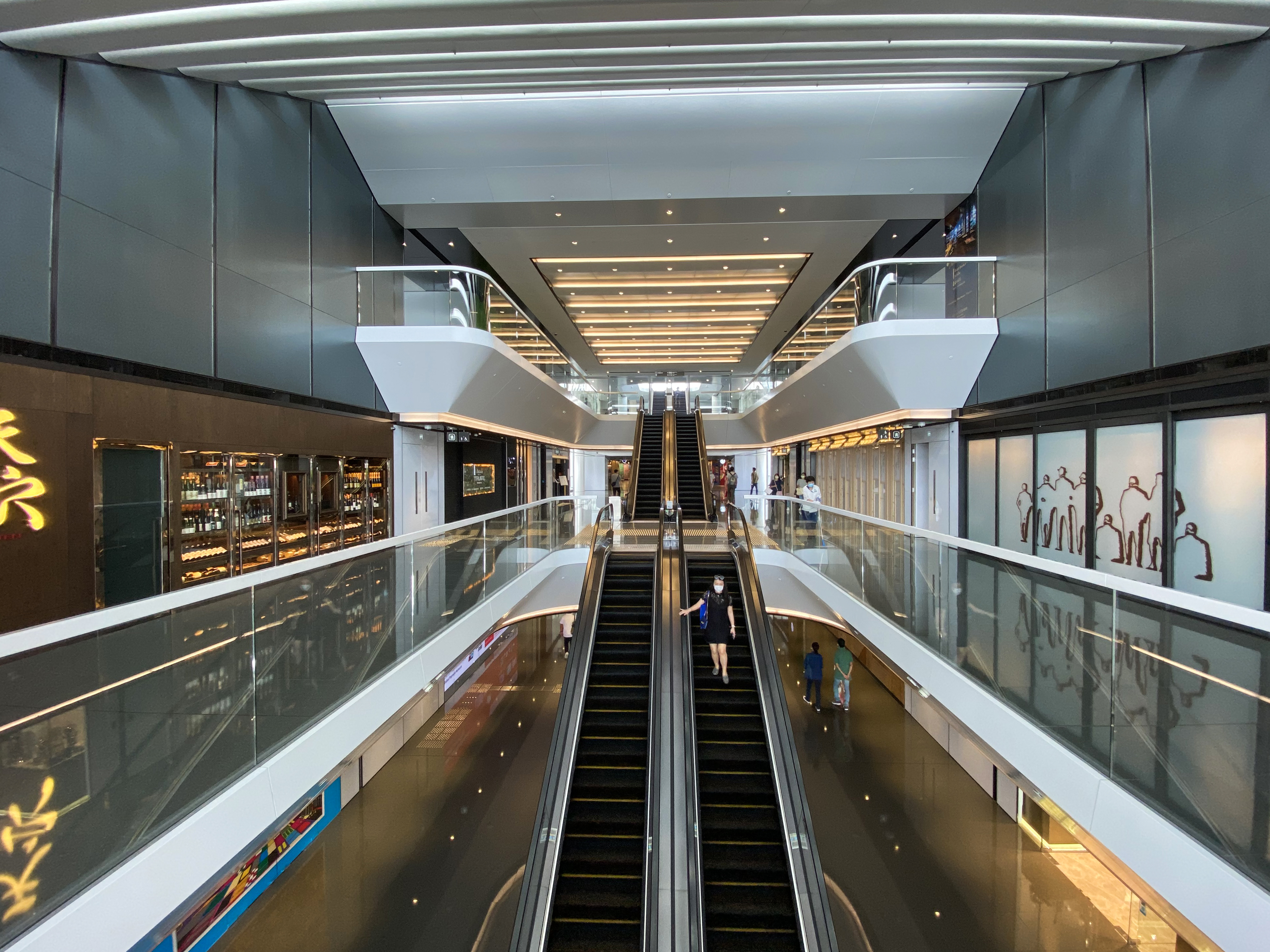
海運大廈新大樓內貌

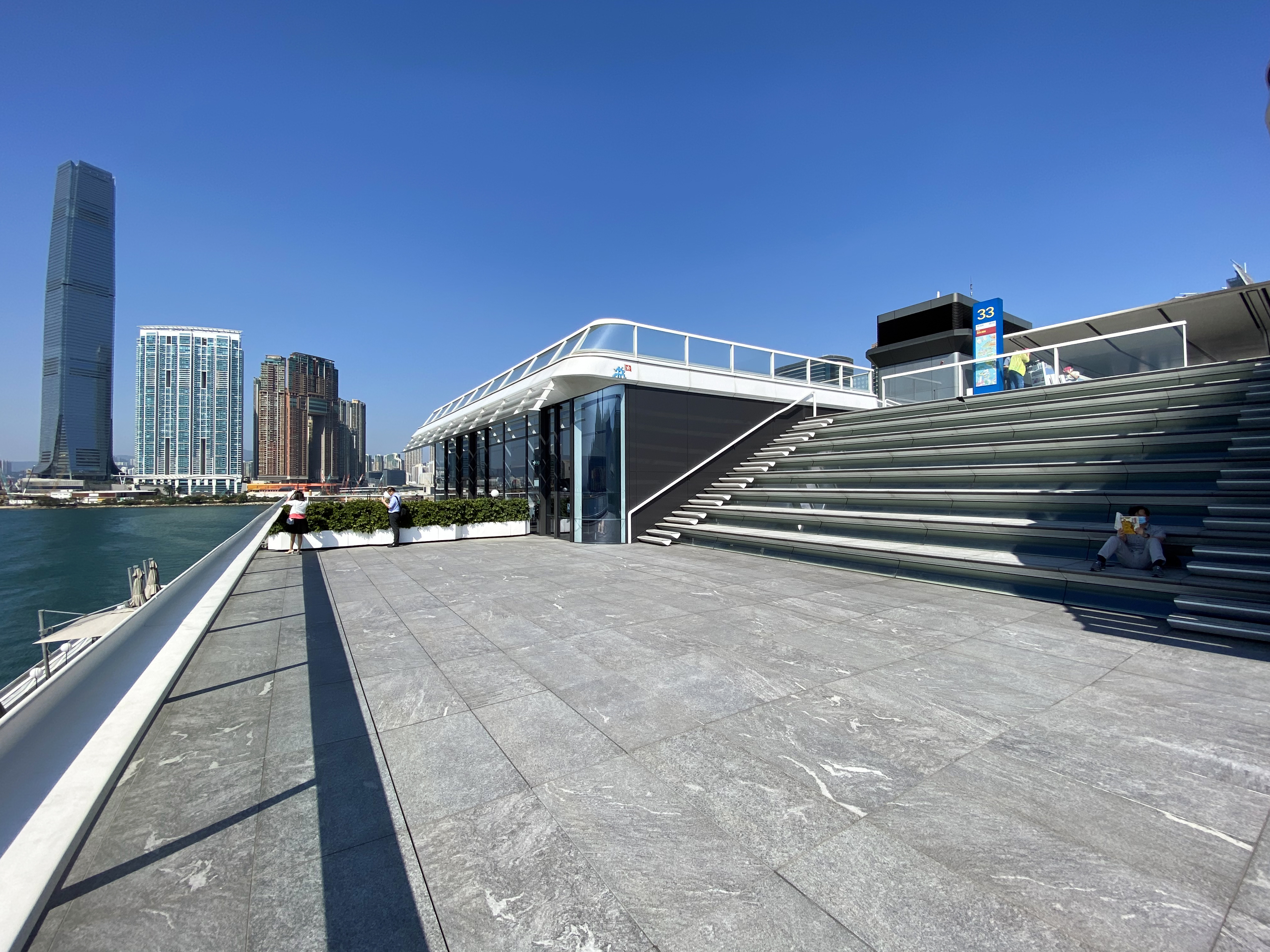
3樓梯級式看台

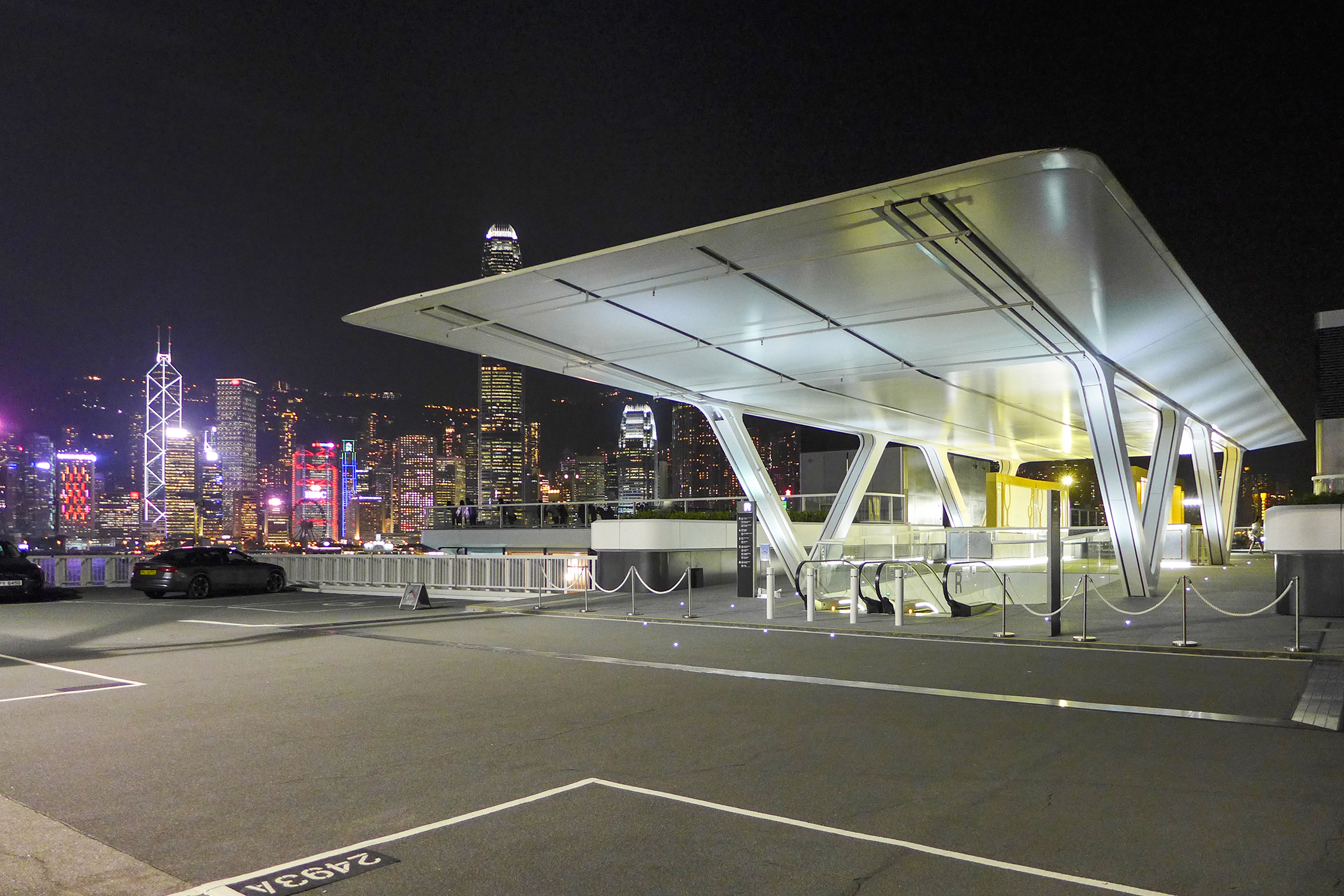
4樓上落客區

2000年，九倉擬於海運大廈對出位置興建摩天輪。這個計劃於2002年獲得城市規劃委員會的許可。摩天輪原計劃於2003年動工，2005年落成，但由於地政總署拒絕提早延續海運大廈的地契租約，令有關計劃受阻。
2012年6月5日，九倉表示續租後將會興建一座4層高的新翼大樓，以提供更完備的郵輪營運設施和更多商業設施。消息指，九倉可能會翻新商場及重組商舖組合，增加租金收入。此外，2010年時地政總署已批准海運大廈的擴建圖則，可增建4層，合共增加9.42 萬方呎樓面；2012年公布的新租約更加碼，樓面面積上限增加至92.2 萬方呎，較現時65.8 萬方呎增加26萬方呎，即大增42%。
九倉計畫於海運大廈末端，興建一個總樓面面積8,752平方米的四層新大樓，以應付政府所要求的新郵輪客運要求，當中約3000平方米樓面面積用於政府及郵輪碼頭設施，包括海關及出入境設施、檢疫區以及一個行李提取區。而現有大樓1,121平方米之商業樓面將會拆除。總括而言，在新租約下，海運大廈可供用作商業用途的樓面總面積為5.06萬平方米，較現時圖則的約4.6萬平方米，增加了4,631平方米。
消息指，新增的27萬呎樓面面積中，有59%用作包括商場及食肆等商業用途，而41%用於興建郵輪碼頭設施。新增的樓面已找了國際著名設計師 Foster + Partners 設計，並交給屋宇署審批圖則，相關建築圖則目前正待相關部門作建築審批。她指由於新建的部分可從港島清楚看見，又是船隻抵港第一個印象，設計會很獨特，於2017年7月中對外開放。
大樓面積約10萬平方呎，有14個租戶，當中11家為海景餐廳，設有戶外餐飲區。租戶包括2樓塚田農場、北京羲和雅苑烤鴨坊；3樓天穴及paper moon；4樓來自東京米之蓮一星的à nu retrouvez-vous法式餐廳和「地獄廚神」英國米芝蓮三星名廚戈登·拉姆齊的餐廳Maze Grill。不過Maze Grill在2020年4月突然結業，之後開設Harbourside Grill，而塚田農場在2025年結業。
而戶外頂層設觀景台「海運觀點」，在2017年10月23日對外開放，設兩個面積各6,500呎活動平台讓市民270度眺望香港島及九龍半島兩岸景色，市民亦可於草地上休閒漫步。3樓至4樓設可容納約200人的戶外梯級式看台及表演場地，接受外界申請作表演及活動。2020年4月，許冠傑與郭富城分別於此地舉行網上慈善演唱會。到2021年4月1日舉辦《想你‧張國榮》網上紀念音樂會。

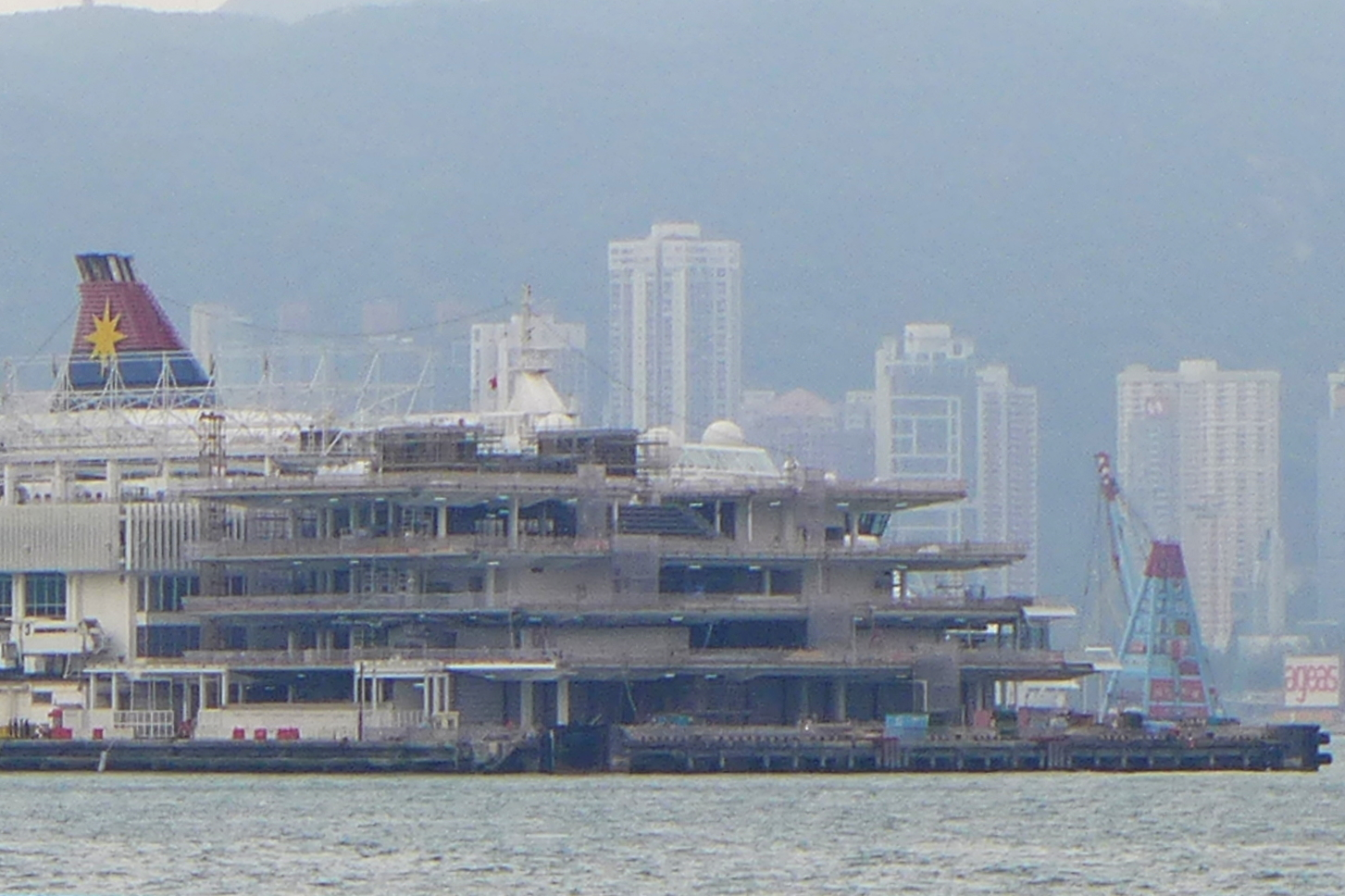
海運大廈新大樓地盤 （2016年5月）
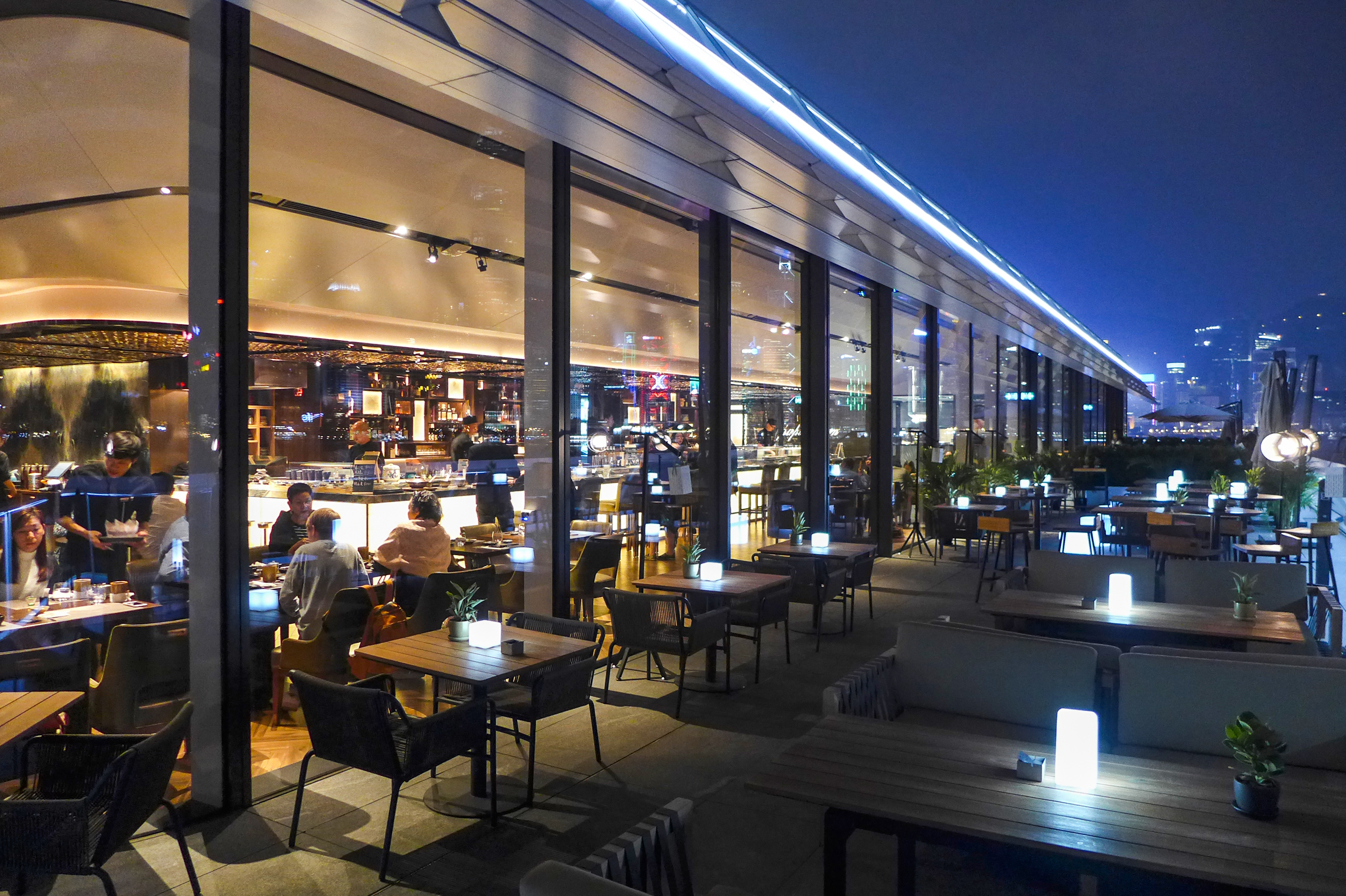
海運大廈3樓戶外餐飲區
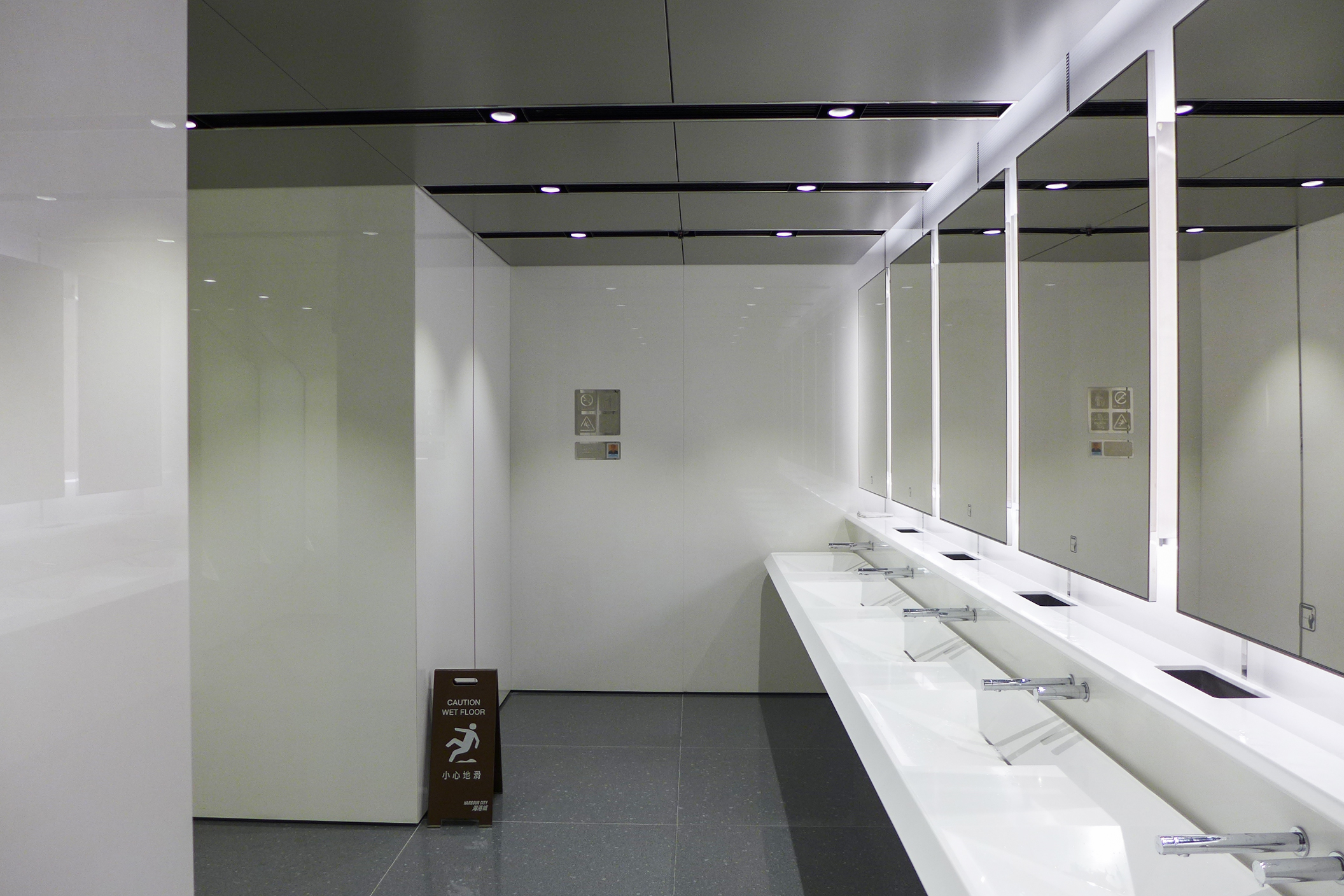
洗手間
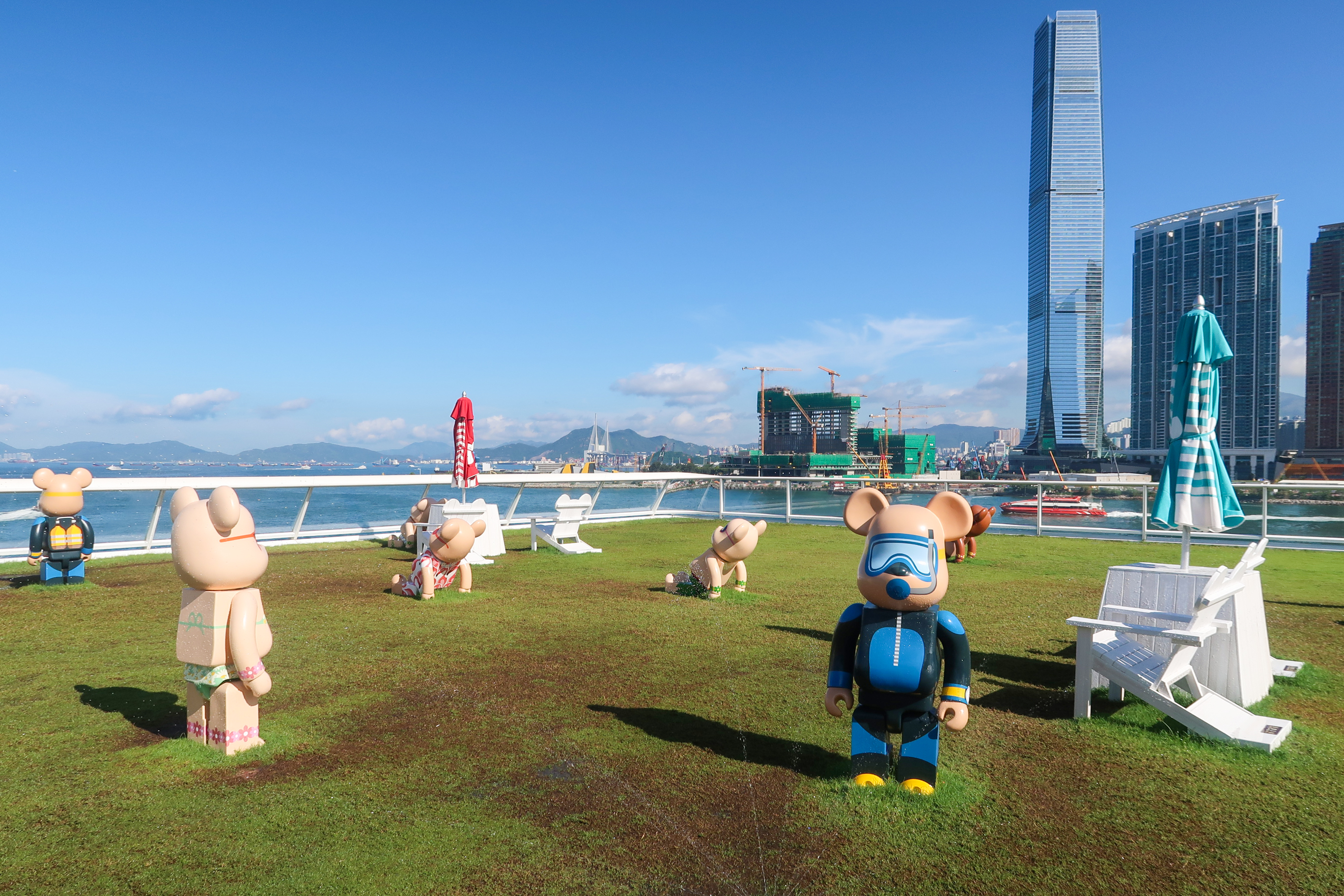
休憩草地
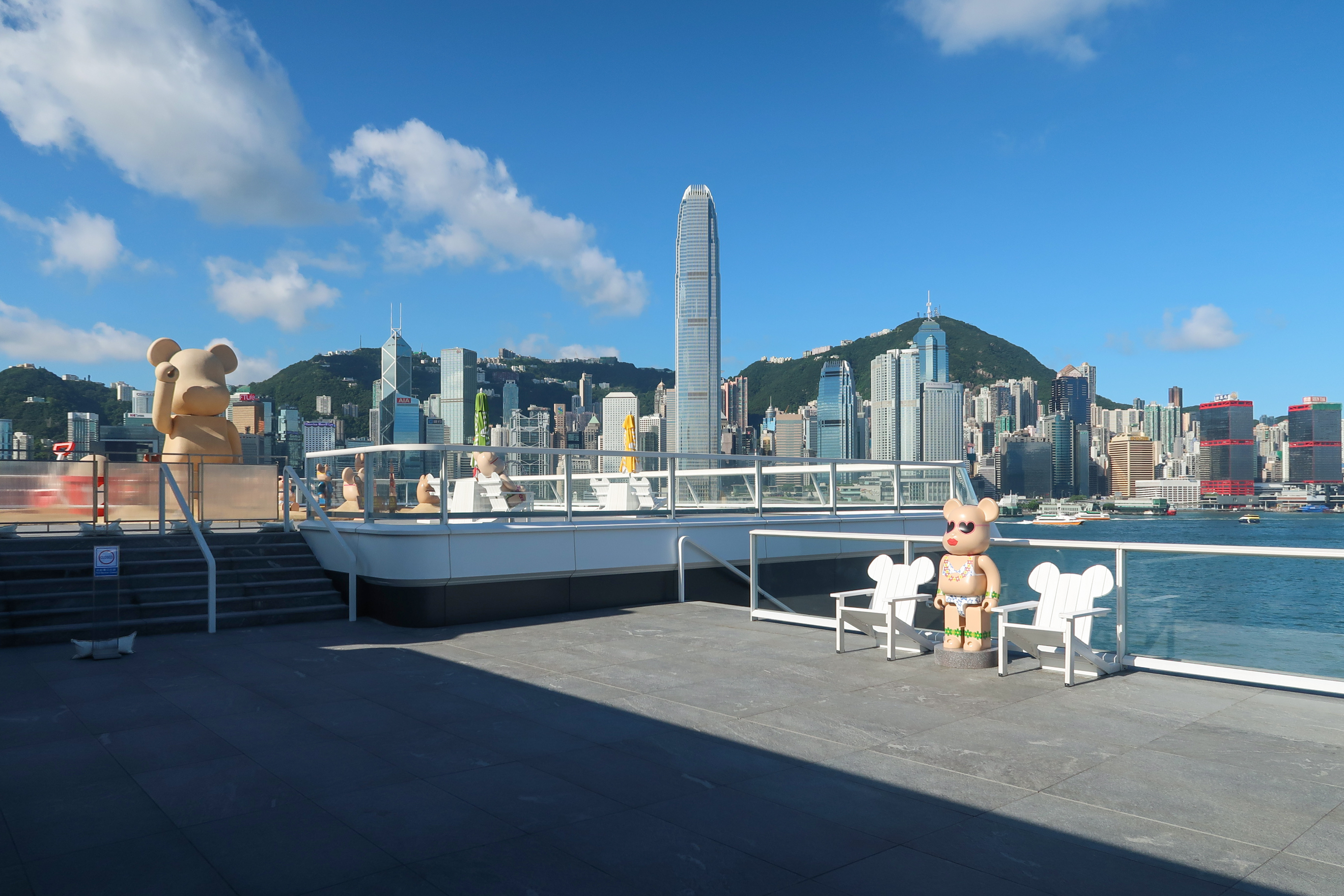
「海運觀點」被海景包圍

## 地契租期
海運大廈一開始連碼頭地契租期為25年（於地契上稱為九龍永久碼頭第83號），於1990年到期；再續租21年，於2012年6月17日到期，期內每年地租只需10萬元。2012年九倉與政府達成協議，續租土地21年（新地契將改稱為九龍內地段第11178號），需補地價79億元，並按季支付年租（相等於應課差餉租值的3%）。按現時可建樓面92萬方呎計算，每呎補地價僅8,567元，被市場形容為「筍價」。在此之前社會各界惴測政府有意避免香港有兩個主要郵輪碼頭（香港島的招商局貨運碼頭與葵涌貨櫃碼頭必要時可用作非正式泊位），故希望收回海運大廈（海運碼頭），令續約談判至與死線（6月17日）不足一個月完成。
不過立法會議員涂謹申批評，質疑政府在計算補地價時，只將海運大廈單純視作碼頭去計算補價，金額太低，政府有責任向公眾交代續租給九倉的原因，亦表示會在立法會換屆前在相關事務委員會追究事件。

## 樓層分佈
地下（kidX）

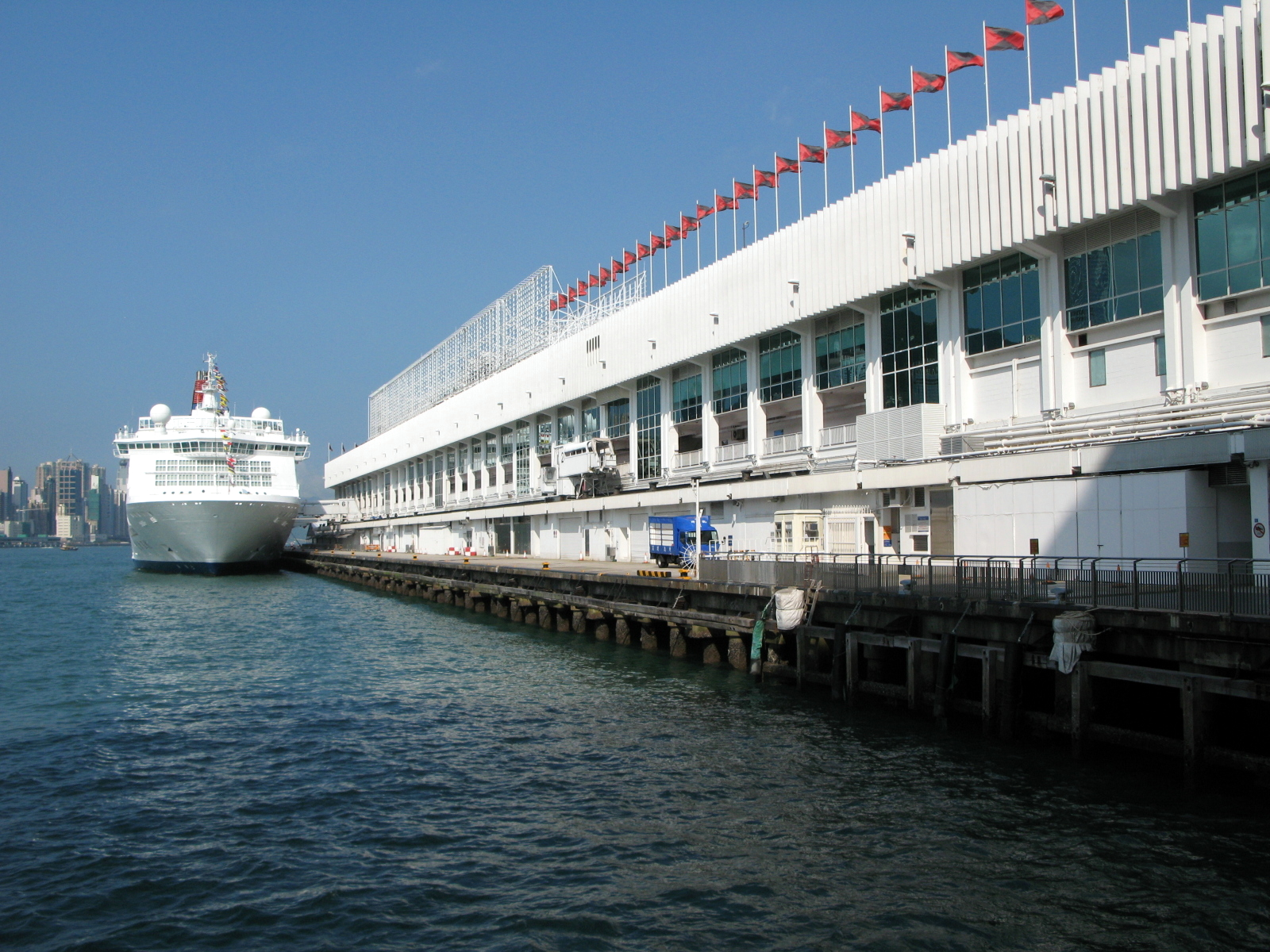
海運大廈郵輪碼頭

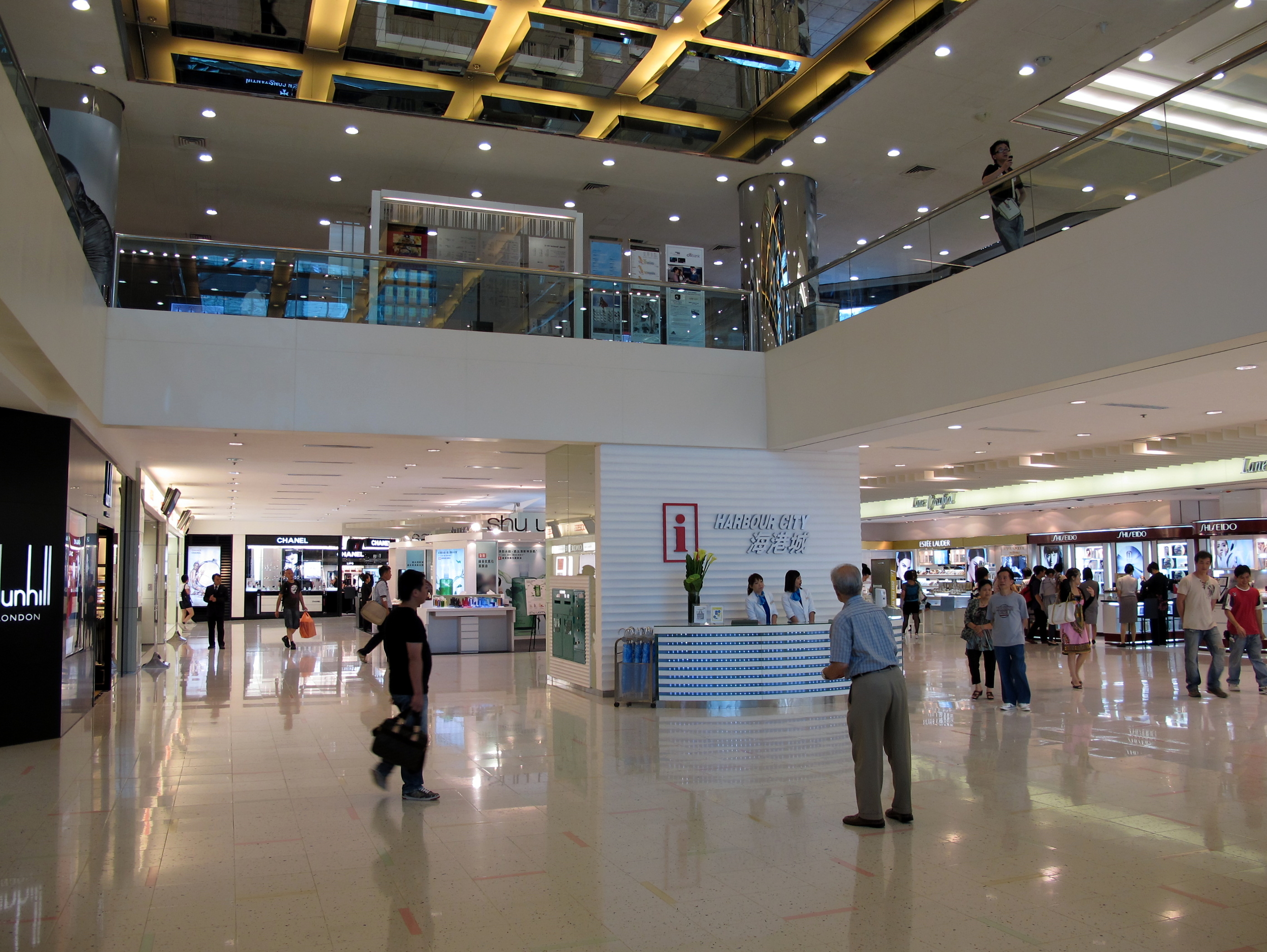
海運大廈之商場部份

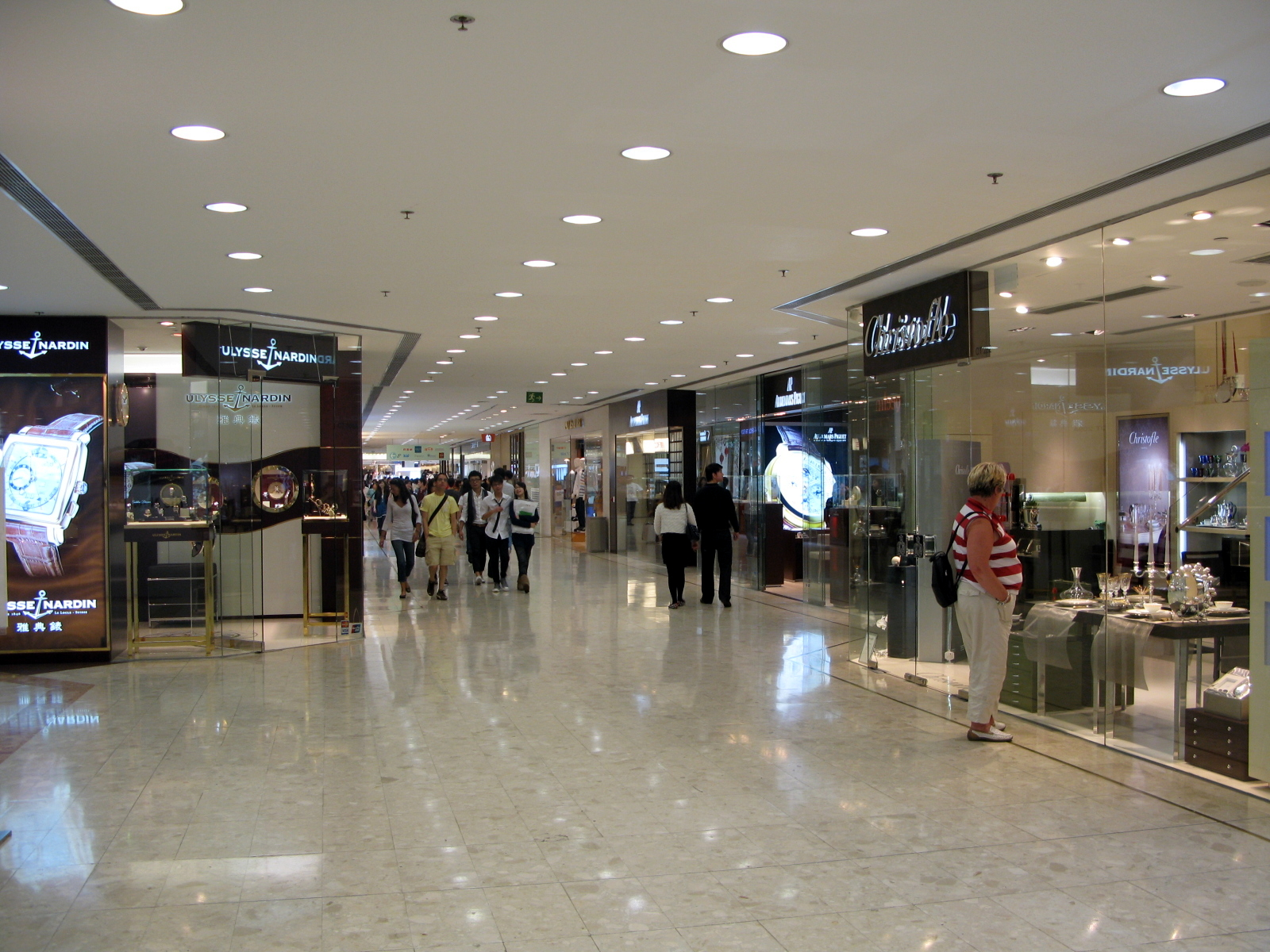
海運大廈2樓

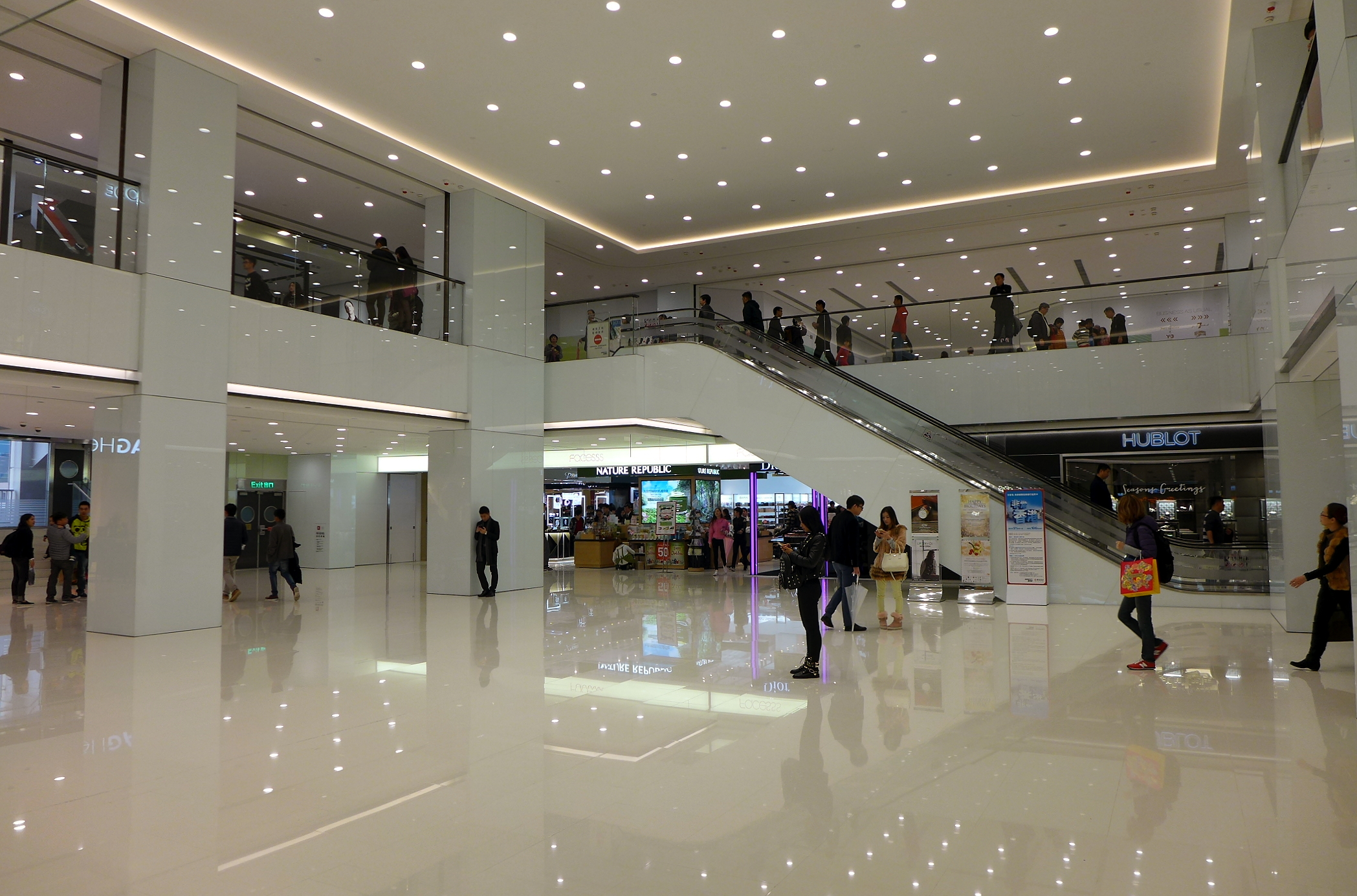
大廈新中庭於2014年4月已遷往商場中心位置，設計以白色為主調

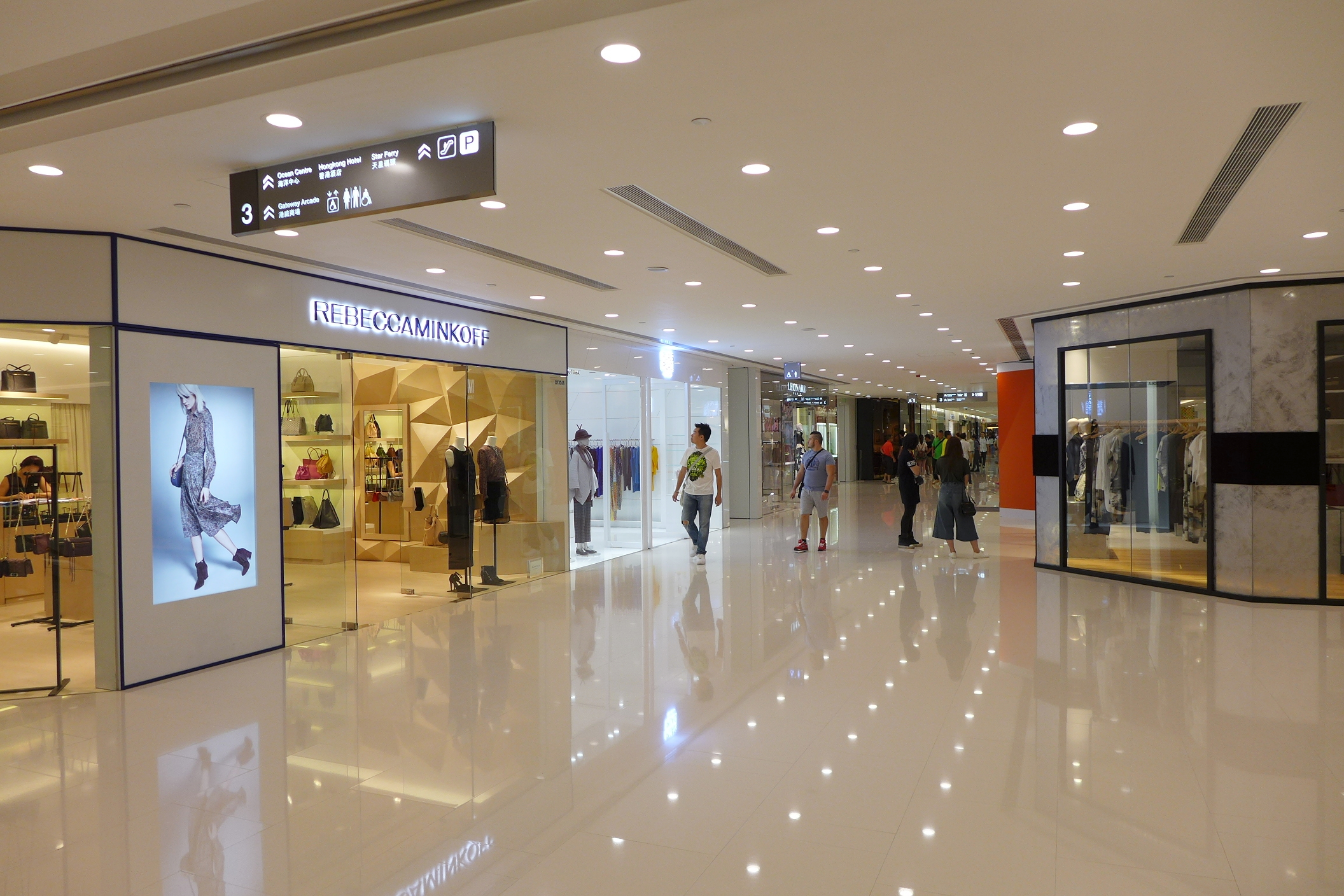
海運大廈翻新後以白色為主，務求將遊人的「購物體驗」限於店舖內

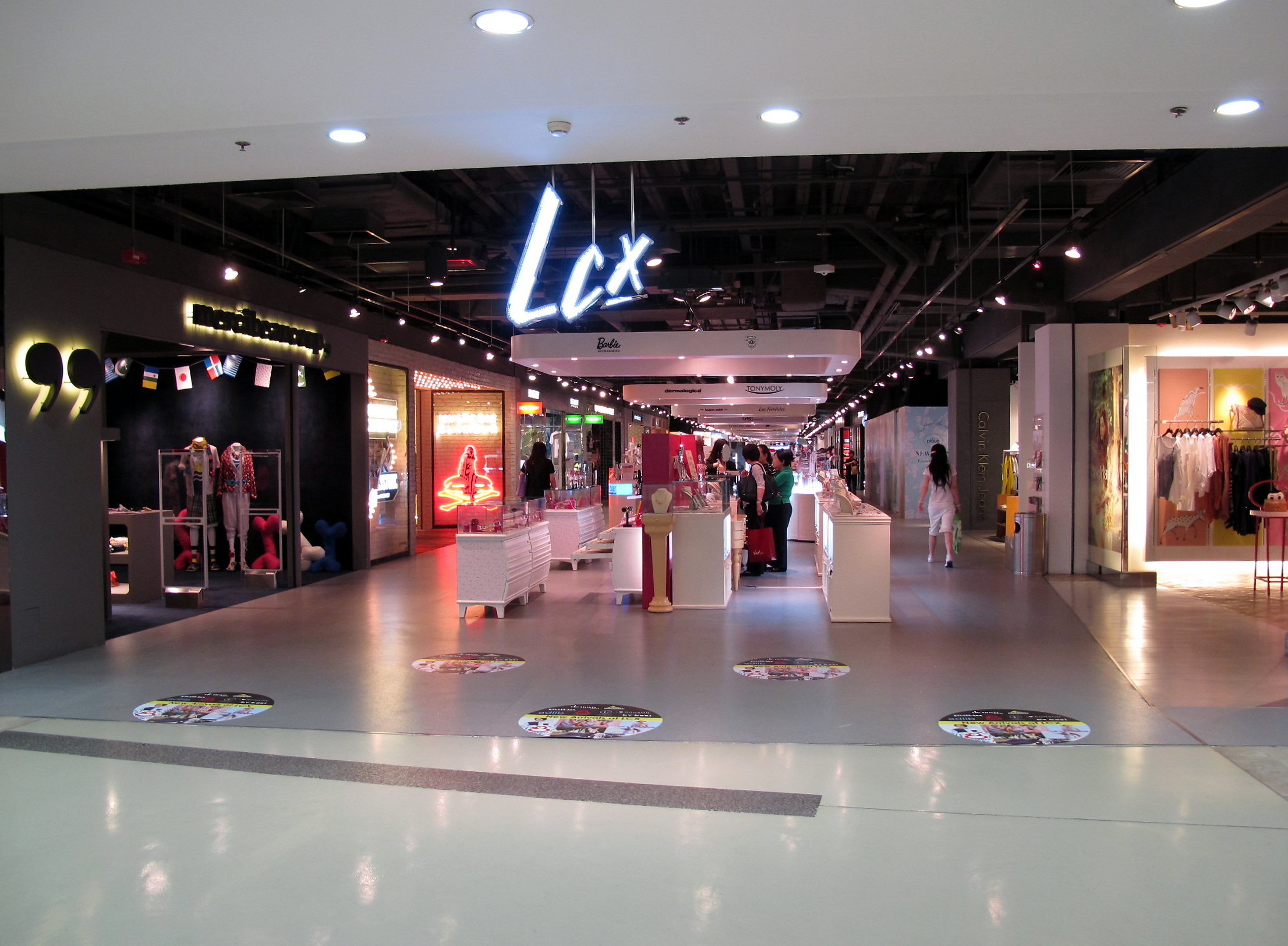
海運大廈3樓LCX戲院

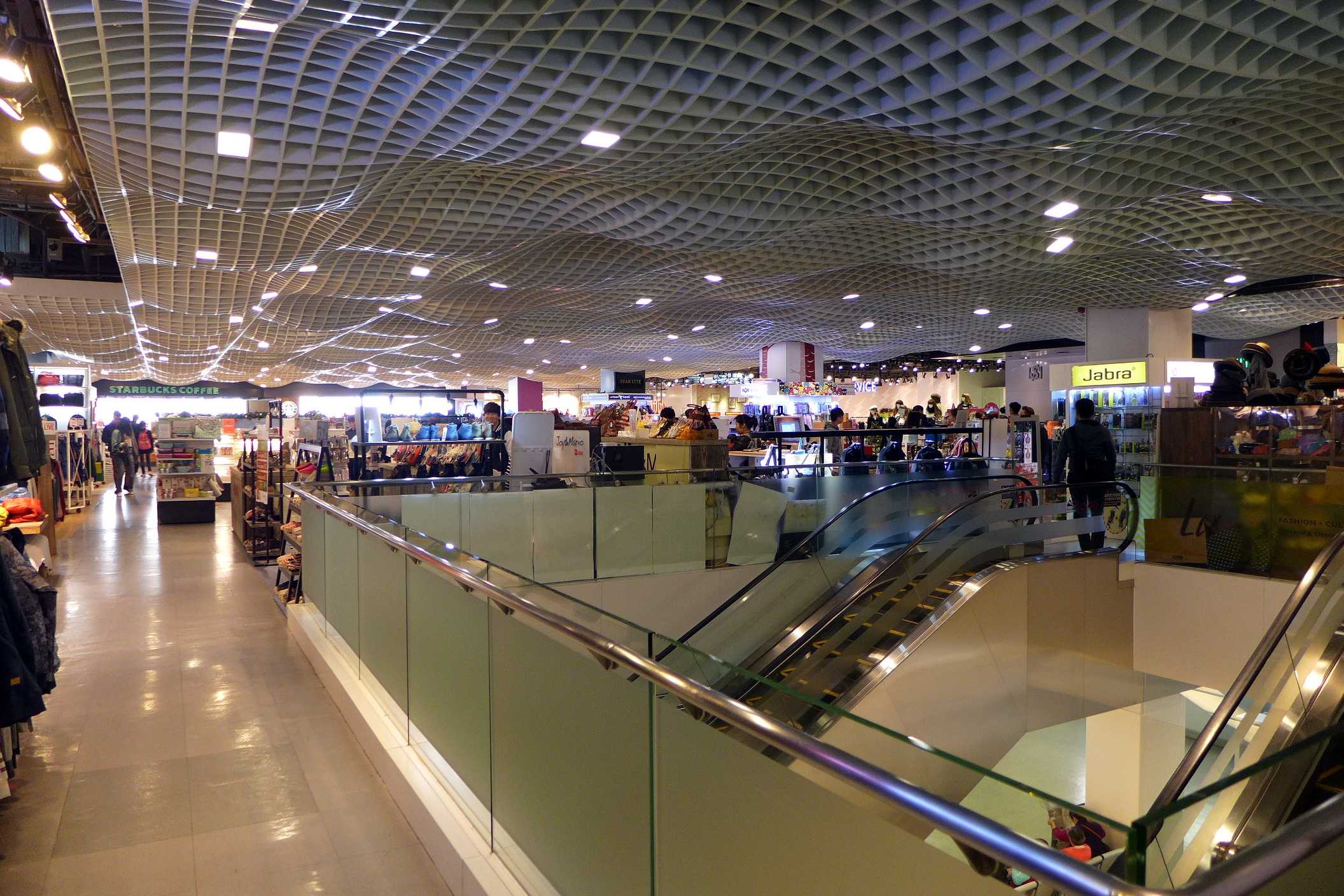
改建前的海運大廈3樓LCX Xplus（2014年）

一樓原為貨倉，到1970年代末期部份範圍改作商場。在80年代已設有連卡佛百貨公司、天祥百貨、馬利奧餐廳、必勝客及玩具反斗城的旗艦店。此外，場內亦設有多間兒童服裝及用品專門店。到了2003年冬季，連卡佛百貨公司搬遷至馬哥孛羅香港酒店，地下拆細為多店舖，並命名為kidX，佔地超過16萬平方尺，雲集40多間專售賣兒童服裝、用品商店。初期更設有PlayStation專門店（已在2005年結業）。原本連卡佛位置改建為多間高級食肆及名牌兒童服裝店，到2004年還新增一條通道來往尖沙咀天星碼頭，使人流上升。
到2013年，九倉為海運大廈進行翻新，地下新增兩間育嬰室及新增扶手電梯連接海洋中心二樓，同時擴大玩具反斗城面積。2020年1月，紐約人氣甜品餅店「Dominique Ansel Bakery」開業。

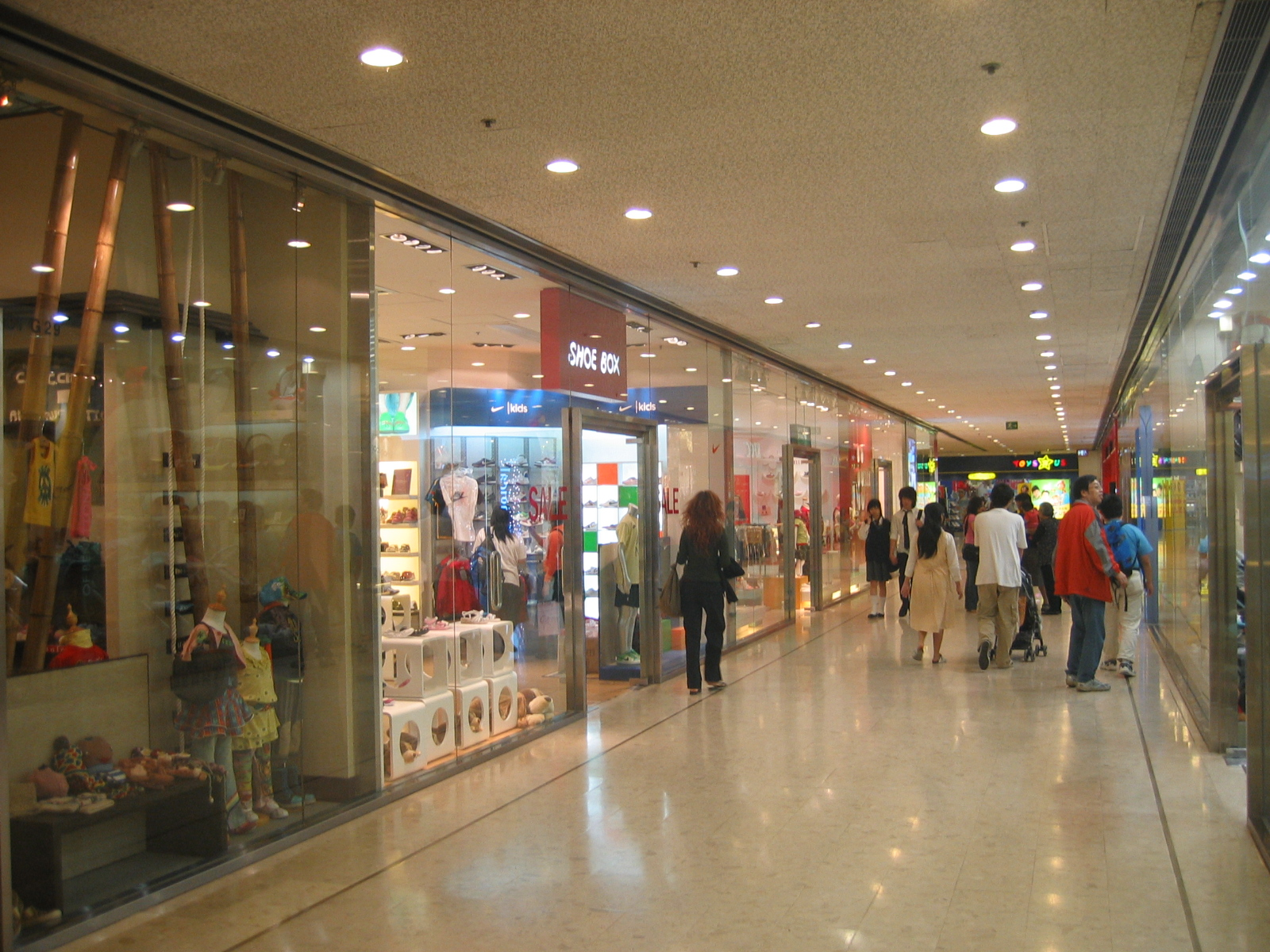
翻新前的海運大廈kidX
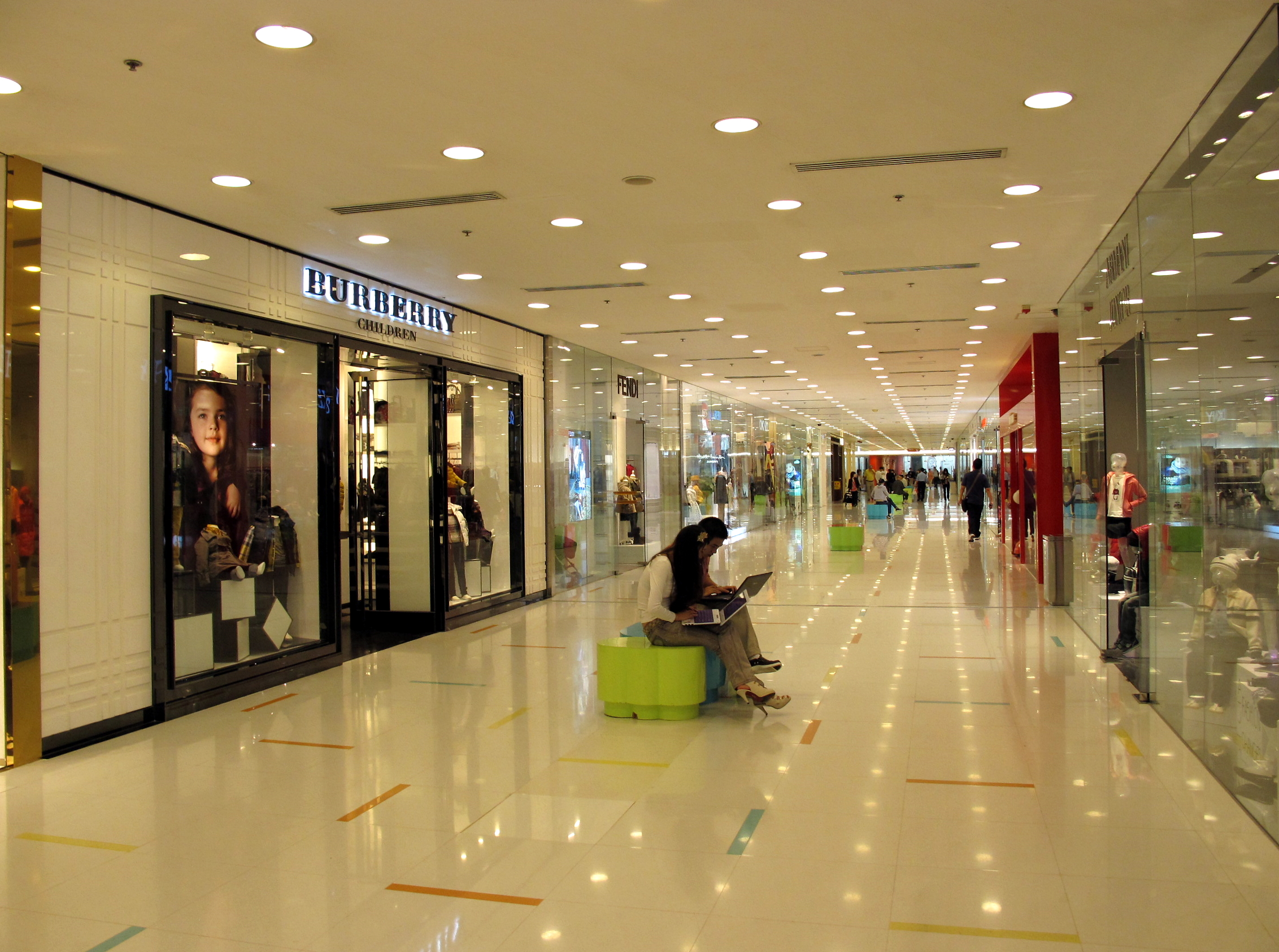
翻新後的海運大廈kidX（2011年）
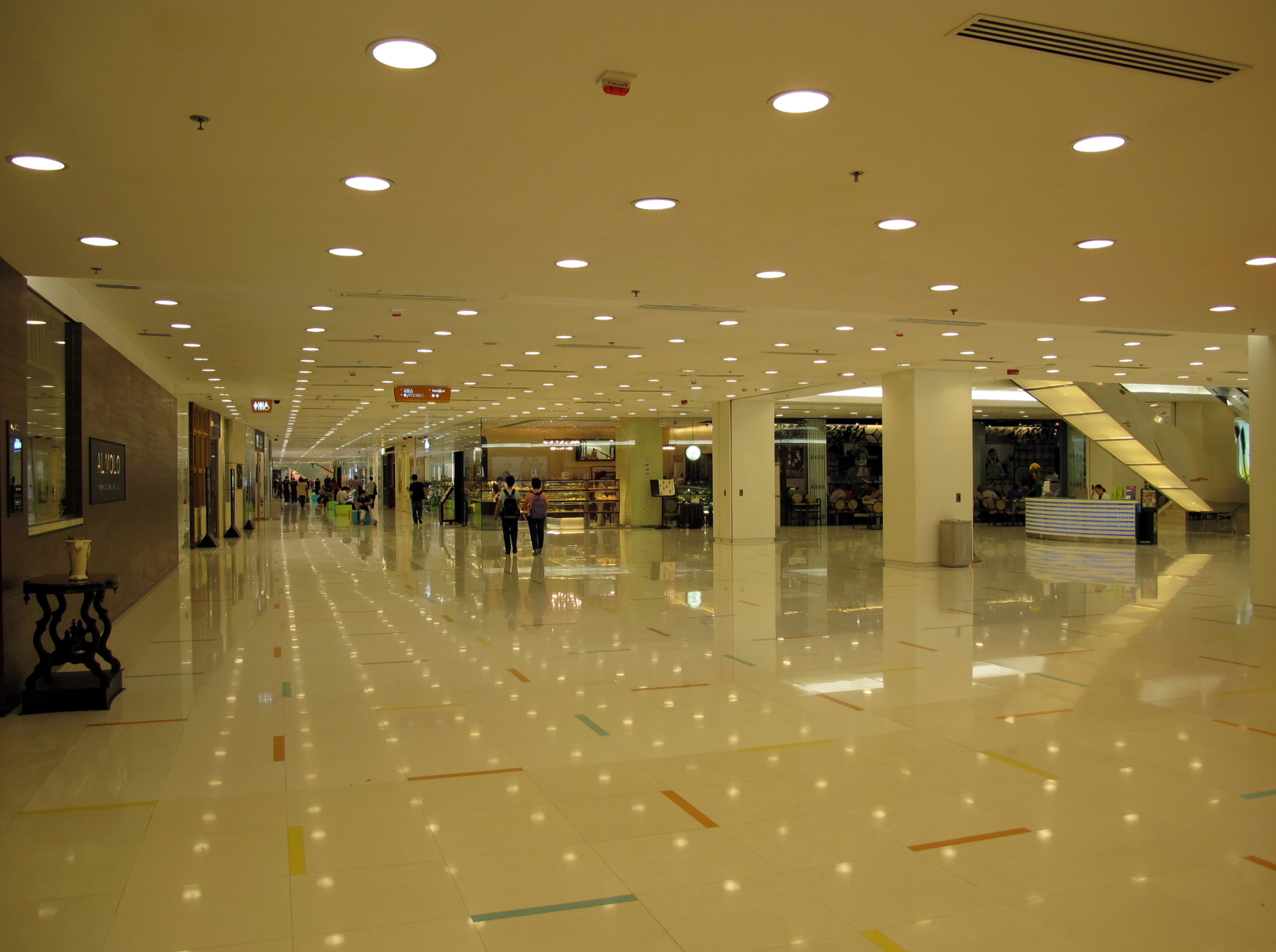
翻新後的海運大廈kidX（2011年）
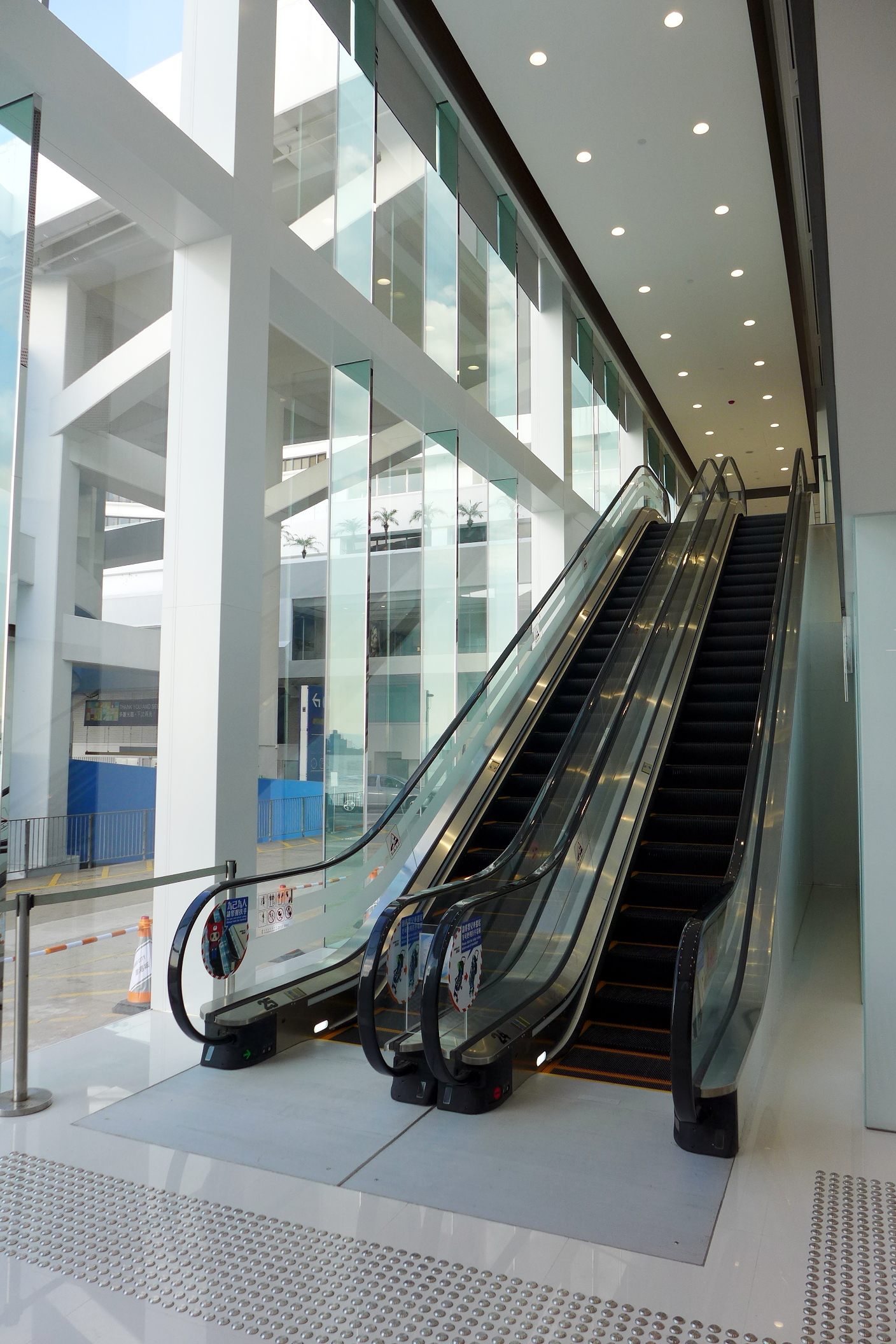
2014年9月，新增扶手電梯連接海洋中心二樓
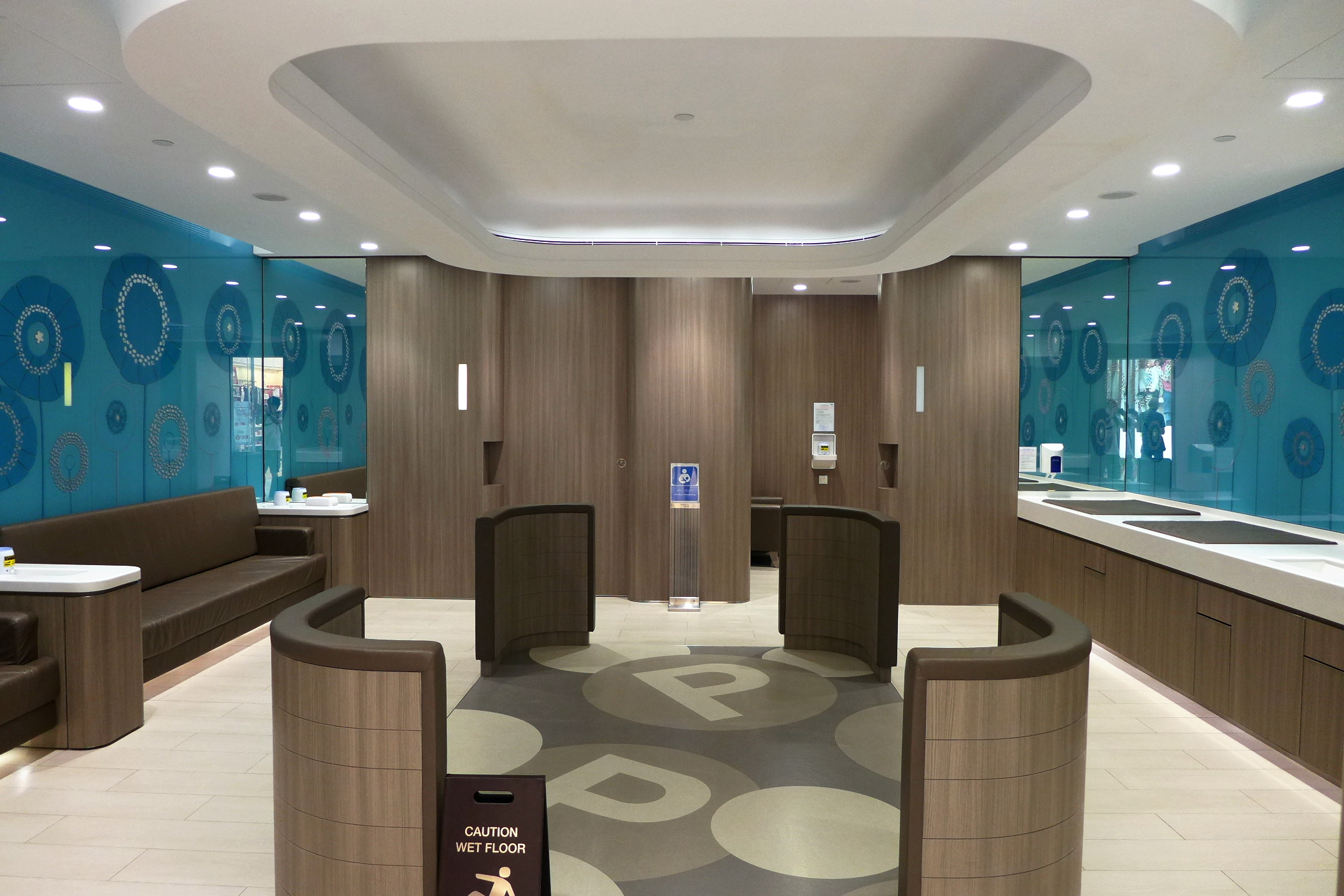
2014年翻新後，新增兩間育嬰室

二樓
二樓為海運大廈主入口，設有通道連接海洋中心及連卡佛。該層在60年代至1975年部份範圍為的士/落客區。到1976年改為天祥百貨，其後變為連卡佛百貨公司。該層以高級鐘錶珠寶為主，包括周大福、雅典錶、太子珠寶鐘錶、三寶鐘錶珠寶及VERTU等。該層亦設Facesss美容專區，擁有百多個化妝、美容及香水品牌。二樓設三個中庭，其中一個常作車展之用。二樓盡頭為（sportsX），設全港最大超級運動店Gigasports及多間首次運動品牌，包括Fila、New Balance、adidas、Ashworth、Callaway Golf Apparel、Columbia、Nautica、Pearly Gates及Timberland等。該處末端設旅客候船大堂，但因興建新大樓而於2016年拆卸。

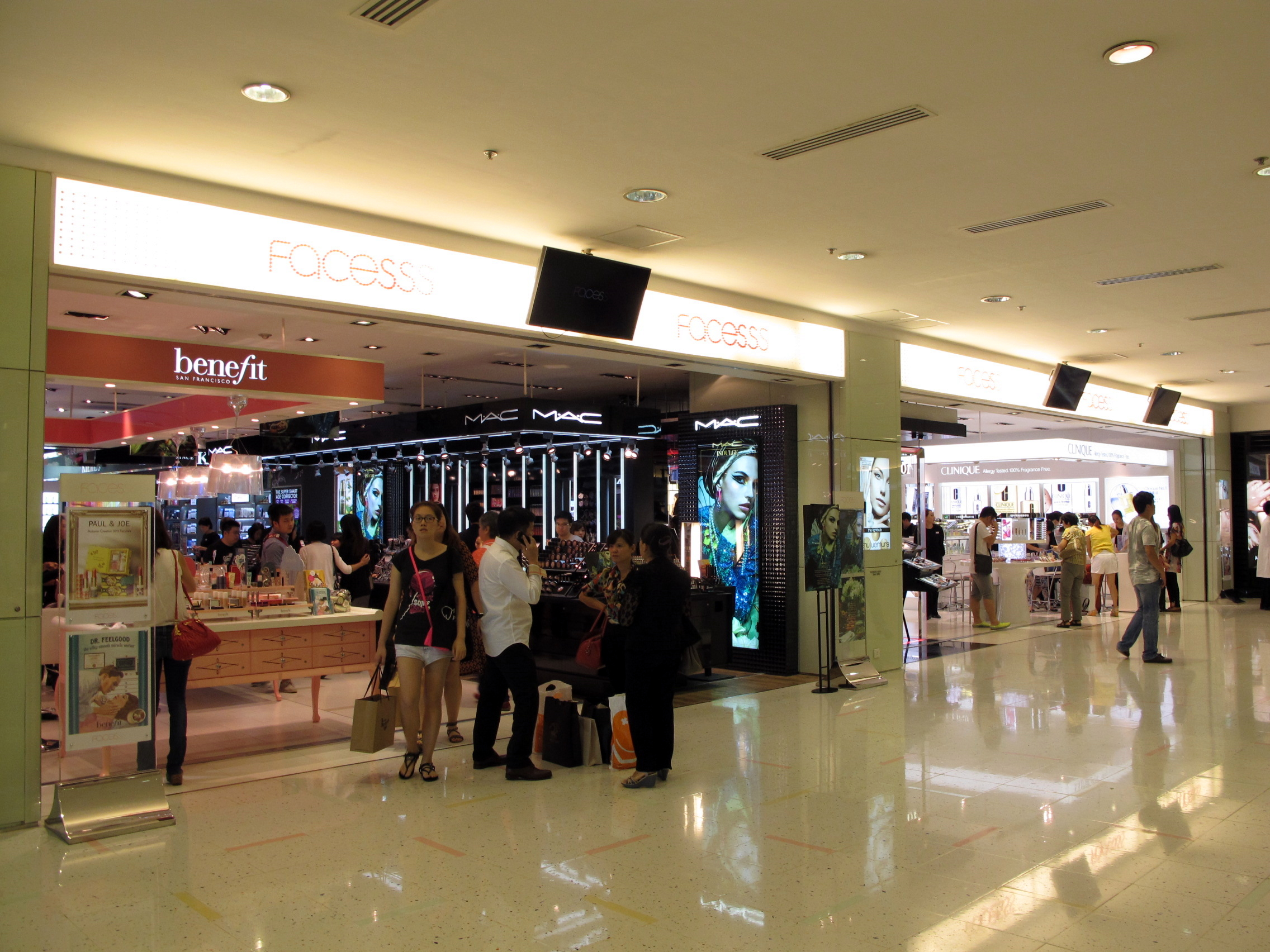
翻新前的FACES美容專區（2013年）
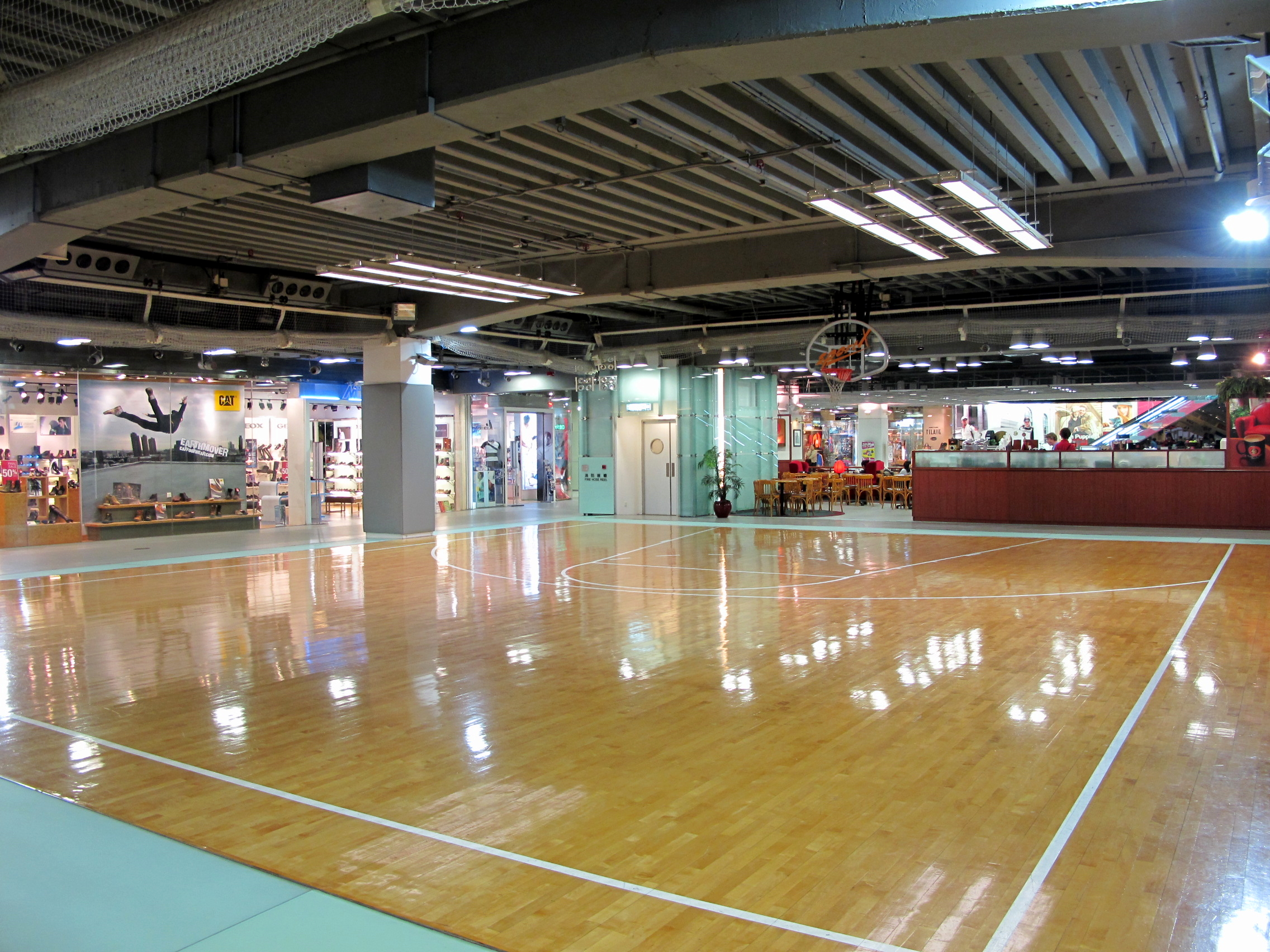
sportsX設籃球場，2016年改為「旅客候船大堂」
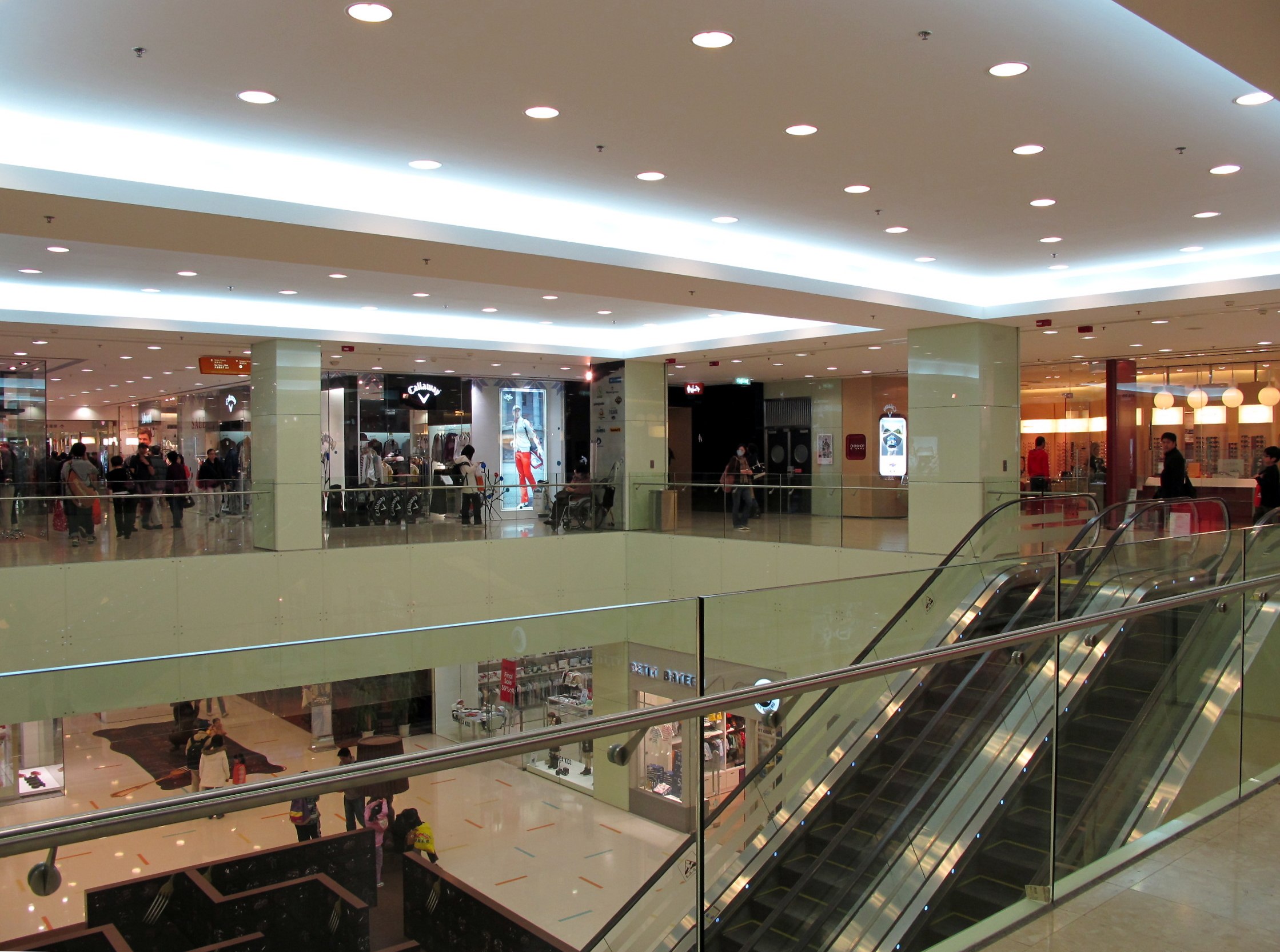
大廈中庭1
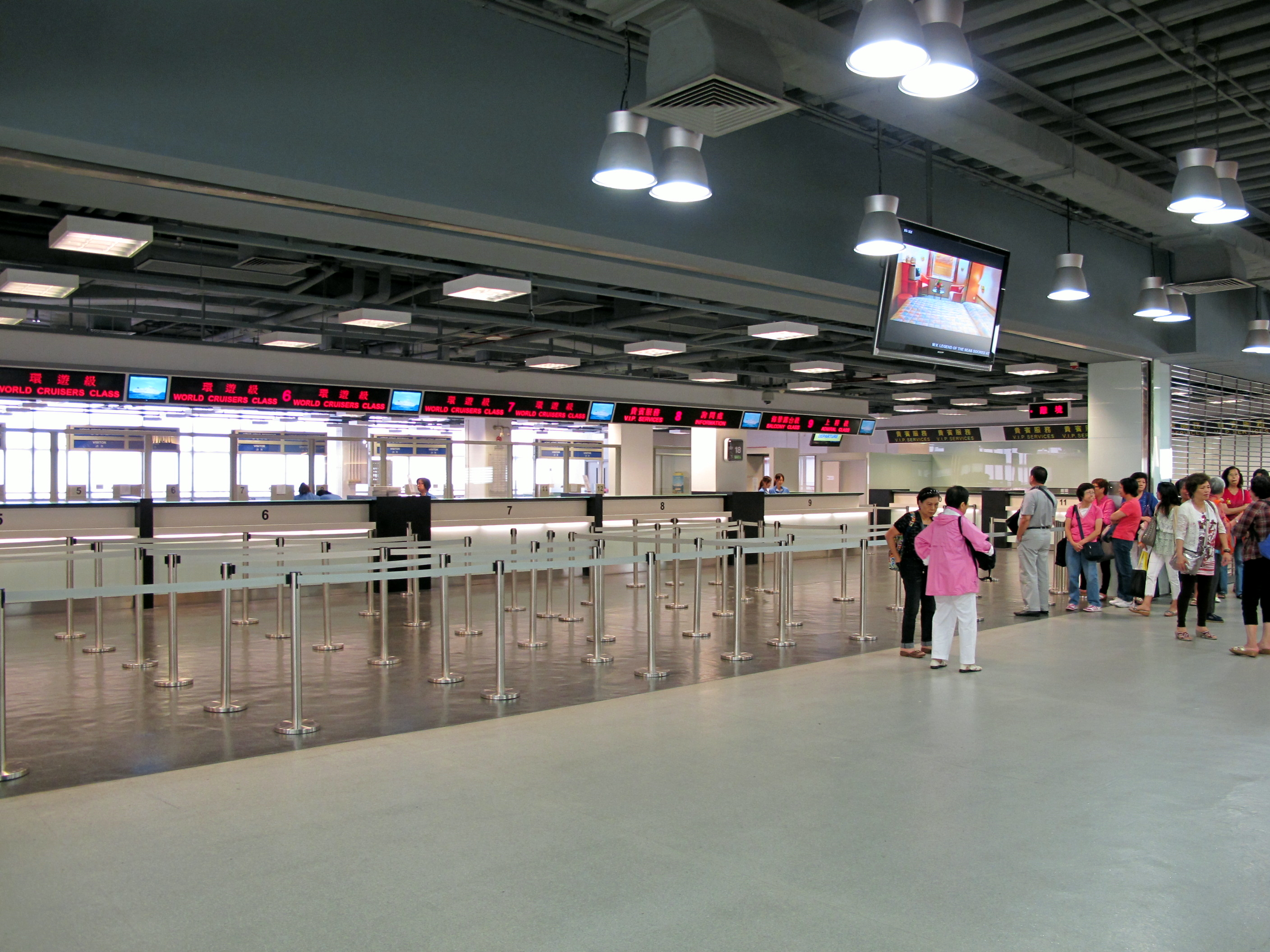
海運大廈二樓「旅客候船大堂」（已於2016年拆卸）
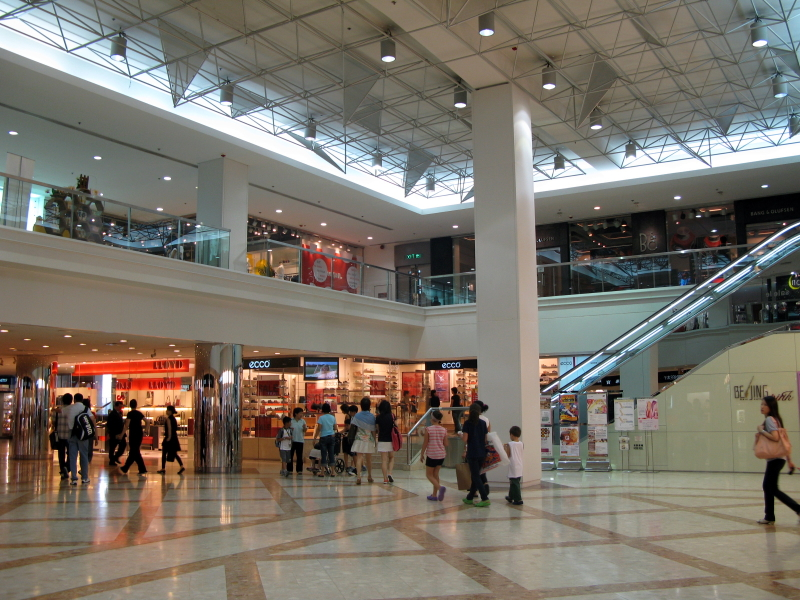
海運大廈中庭（已於2014年3月拆卸）

三樓
三樓以時尚品牌為主，租戶包括Brooks Brothers、Tommy Hilfiger、Y-3、Moussy、Calvin Klein及Vivienne Westwood等。其餘範圍於2002年開設戲院LCX，為青年人購物、飲食及文娛活動的專區。該處分別在2007年、2010年及2013年進行租戶重組。現主要租戶包括American Eagle Outfitters、Bauhaus、Guess、Replay及Stage等。LCX盡頭為Xplus，主要銷售潮流玩意及型格家居為主，並且一間Starbucks，顧客可在該處欣賞維港景色。三樓亦設多間海景餐廳，包括AL MOLO、BLT Steak、叙福樓集團旗下的牛角日本燒肉專門店和於2015年開設首間「溫野菜日本涮涮鍋專門店」（前身為同屬集團旗下的牛涮鍋）、金不換泰國餐廳及金牛苑越南菜館等。2013年6月21日，宮崎駿動畫專門店「どんぐり共和国」開業，香港店更設有多款限定版商品發售。
到2013年，九倉為三樓進行翻新，到2015年新增一個洗手間，同時引入多間租戶。包括Ballin、Leonard Paris、MM6、Pleats Please和Vivienne Westwood Café。
到2016年，LCX盡頭的Xplus結業，到2017年7月初重開，但面積大減。其餘範圍開設多間時裝店和鞋店。
四樓及天台
四樓及天台為停車場，當中天台停車場為不少電影的拍攝場地、以及攝影發燒友拍攝維港的最佳地點之一。該停車場亦是海港城唯一可讓公眾泊車的地方。

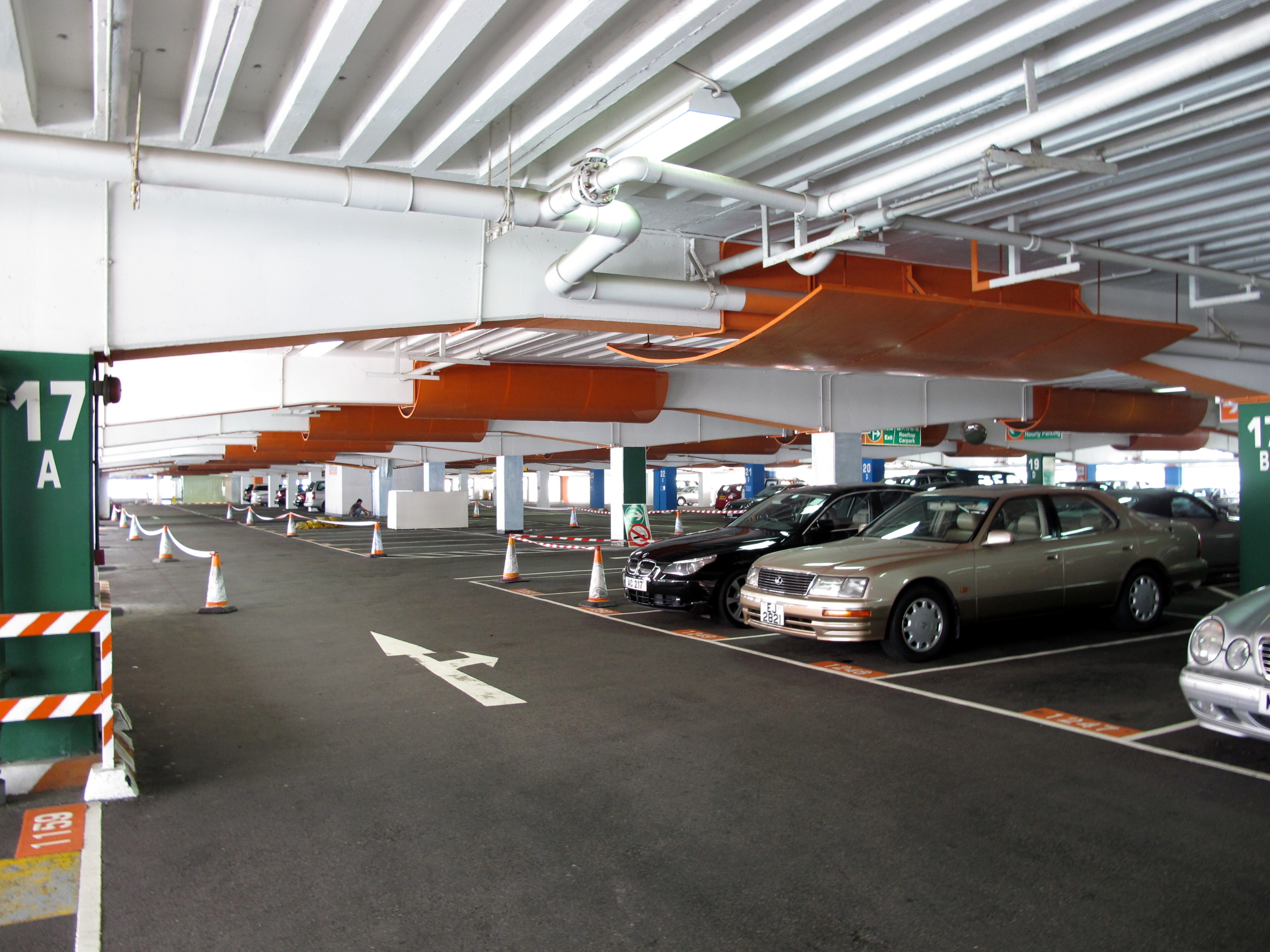
海運大廈四樓停車場
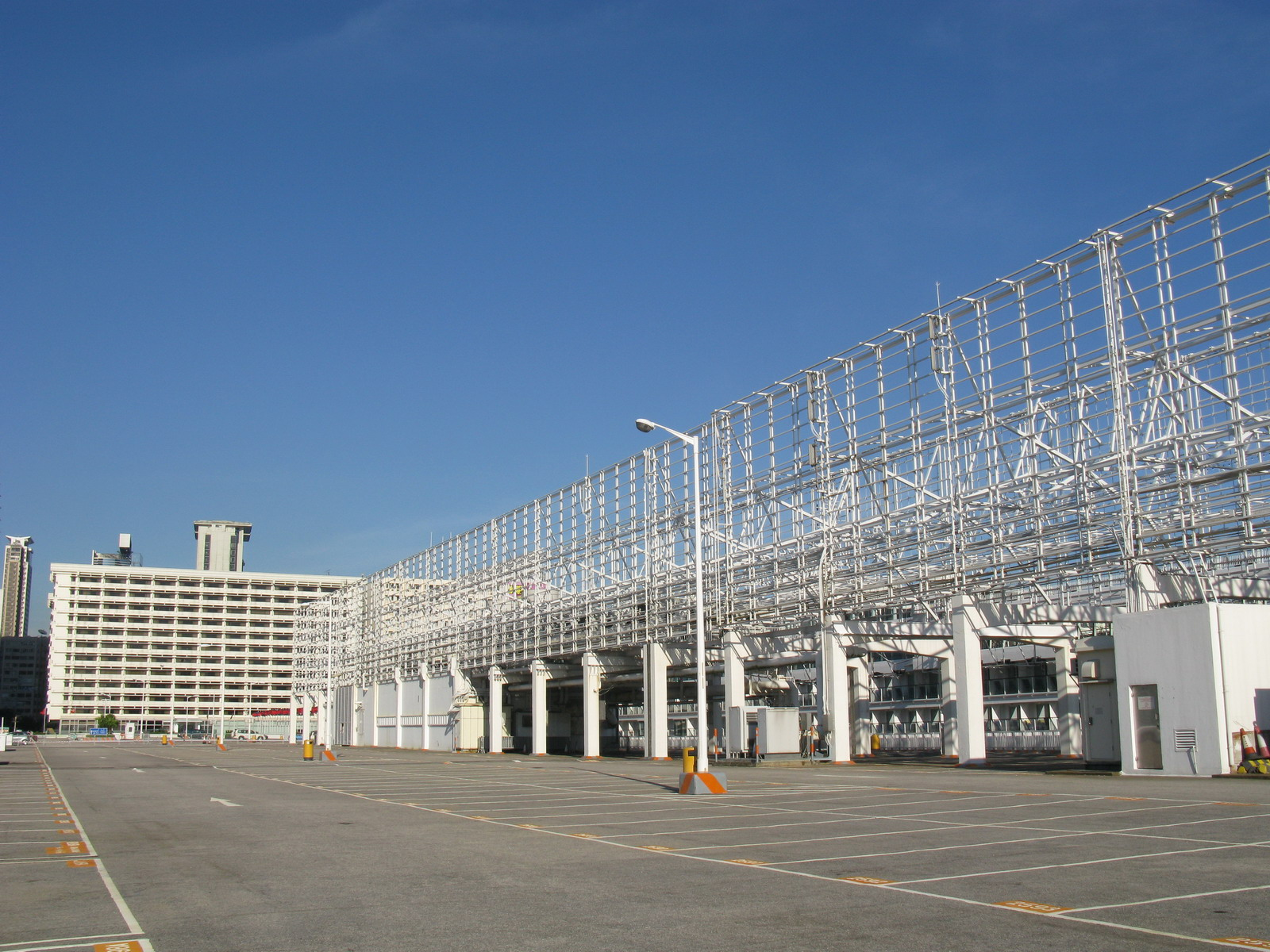
海運大廈天台停車場
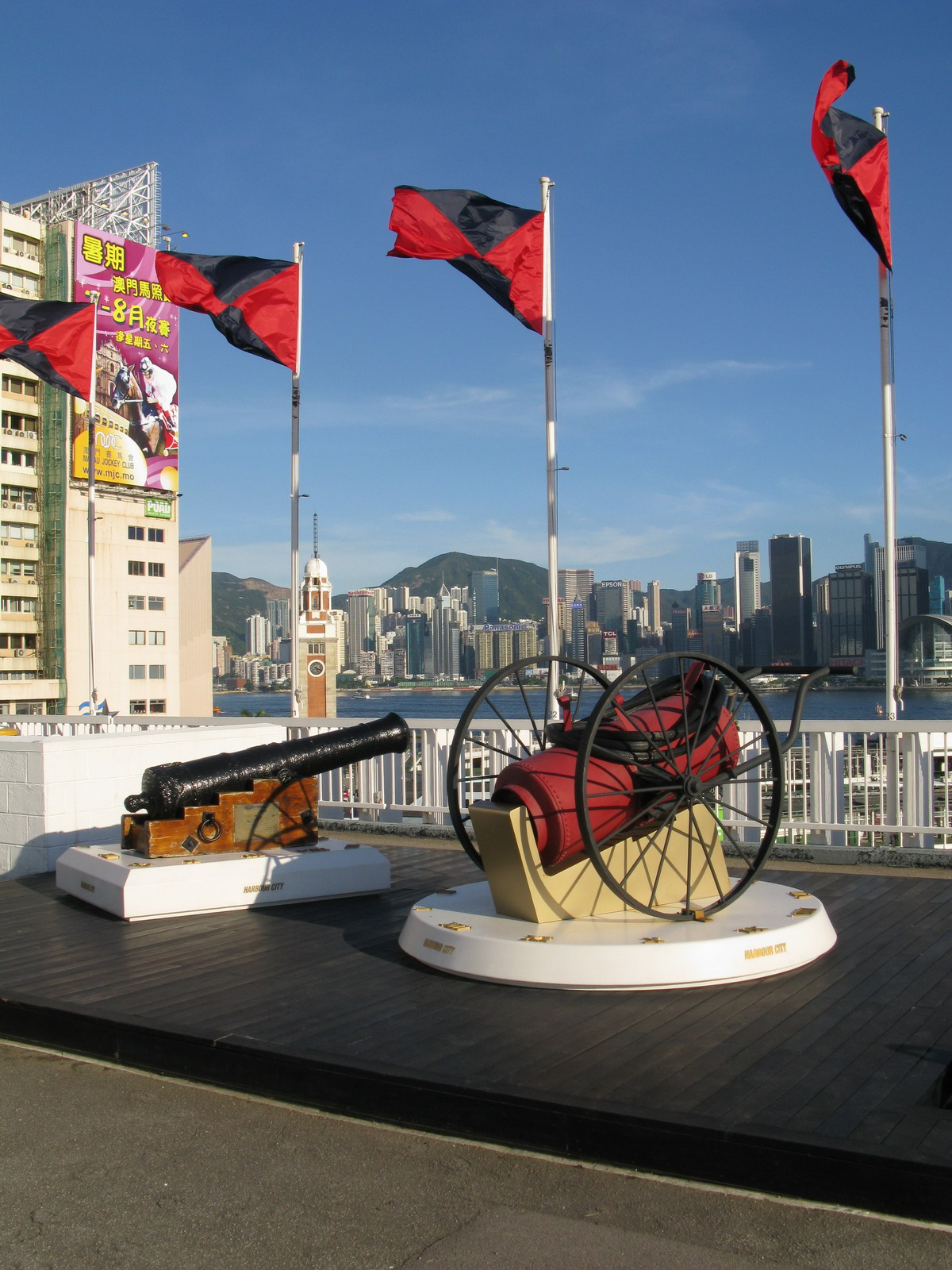
海運大廈天台炮台

## 廣場

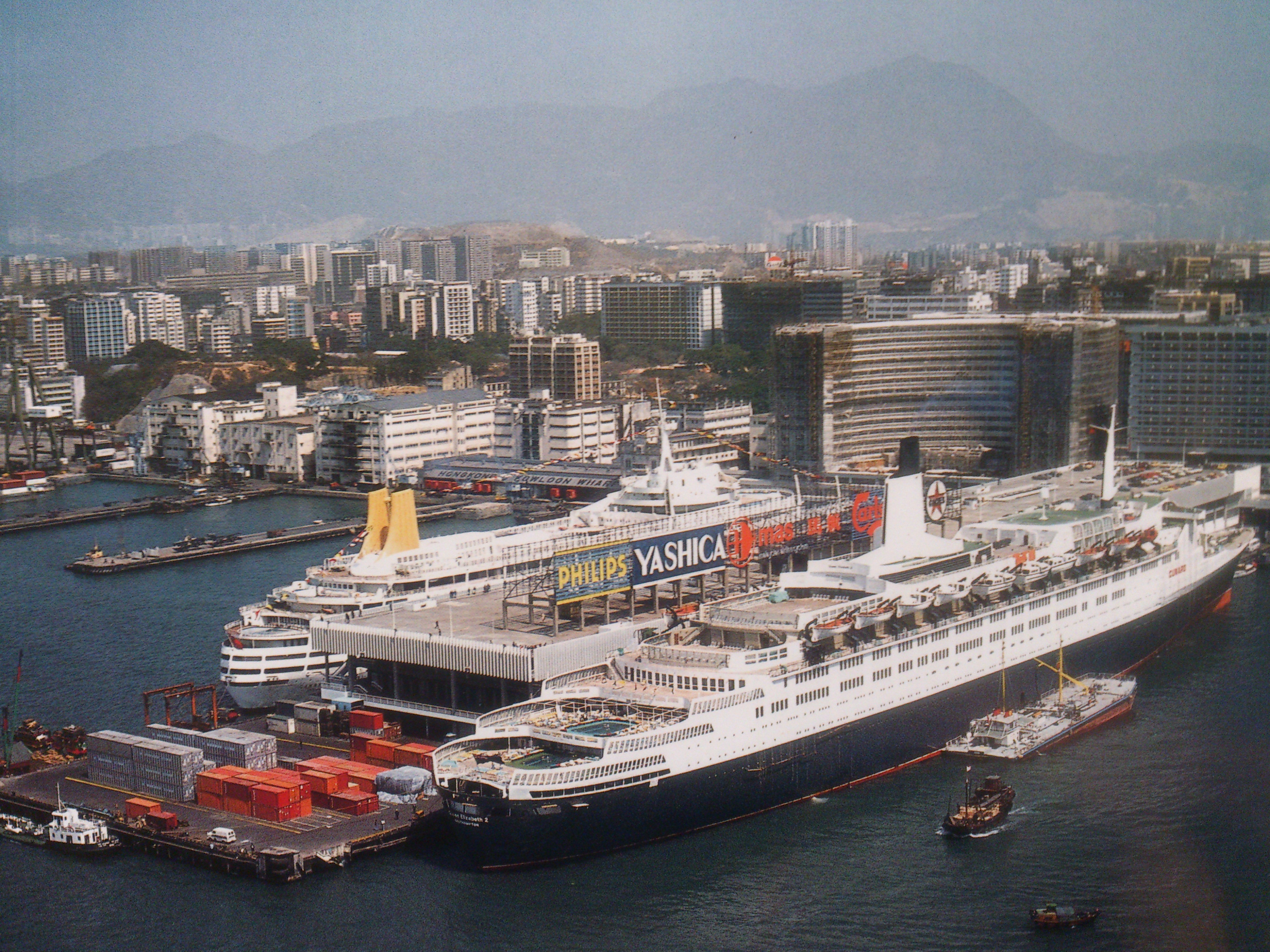
昔日停泊於海運大廈外的郵輪

海運大廈前的廣場有著名景點五枝旗桿。此外，廣場前往海運大廈的通道曾進行多次改建工程。在1960年代至1987年，外牆以白色為主，並且掛上Ocean Terminal字樣。到了1987年，Ocean Terminal字樣被海港城的中英文字樣取替。1998年外牆更進行大型翻新，並且在1999年加設大型戶外電視。到2004年，為了配合馬哥孛羅香港酒店翻新，廣場進行改建工程。包括重建有蓋行人通道、改建馬哥孛羅香港酒店的入口，並且進行美化工程。2020年6月，進行更換戶外電視工程。
廣場附近曾設有一個彩色浮雕藝術品，並且設有噴泉裝置。不過到了1990年代初，噴泉裝置經已棄置，浮雕被油漆為奶白色。浮雕已在2006年初拆卸，現改為廣告燈箱。

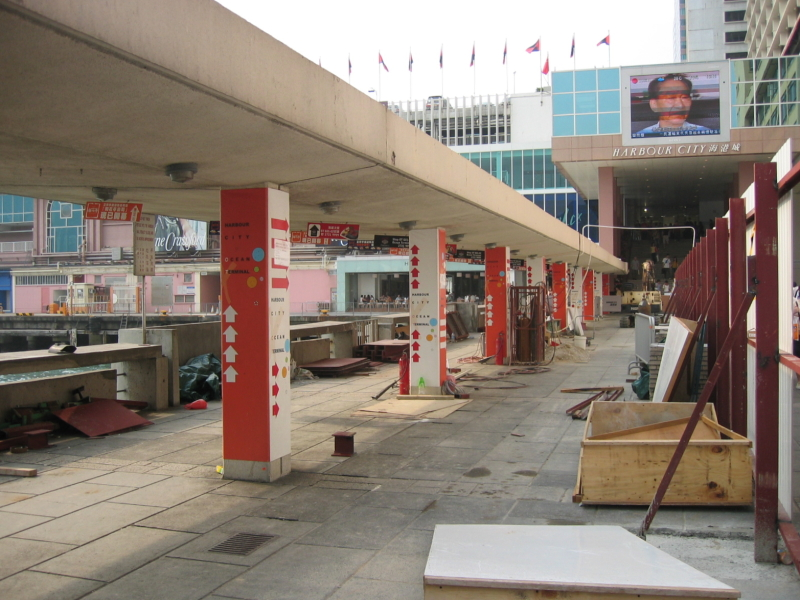
重建前的有蓋行人通道
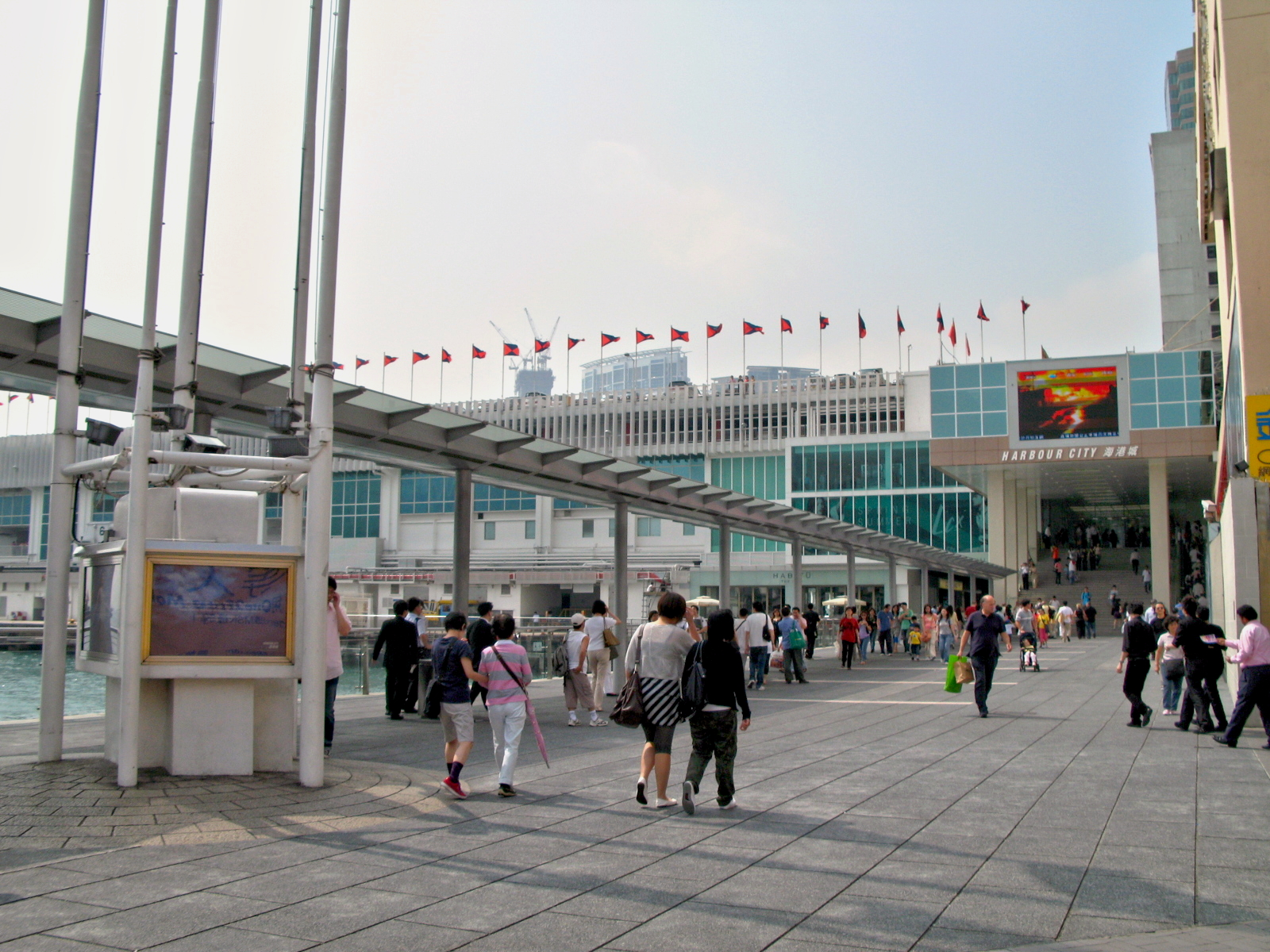
重建後的有蓋行人通道
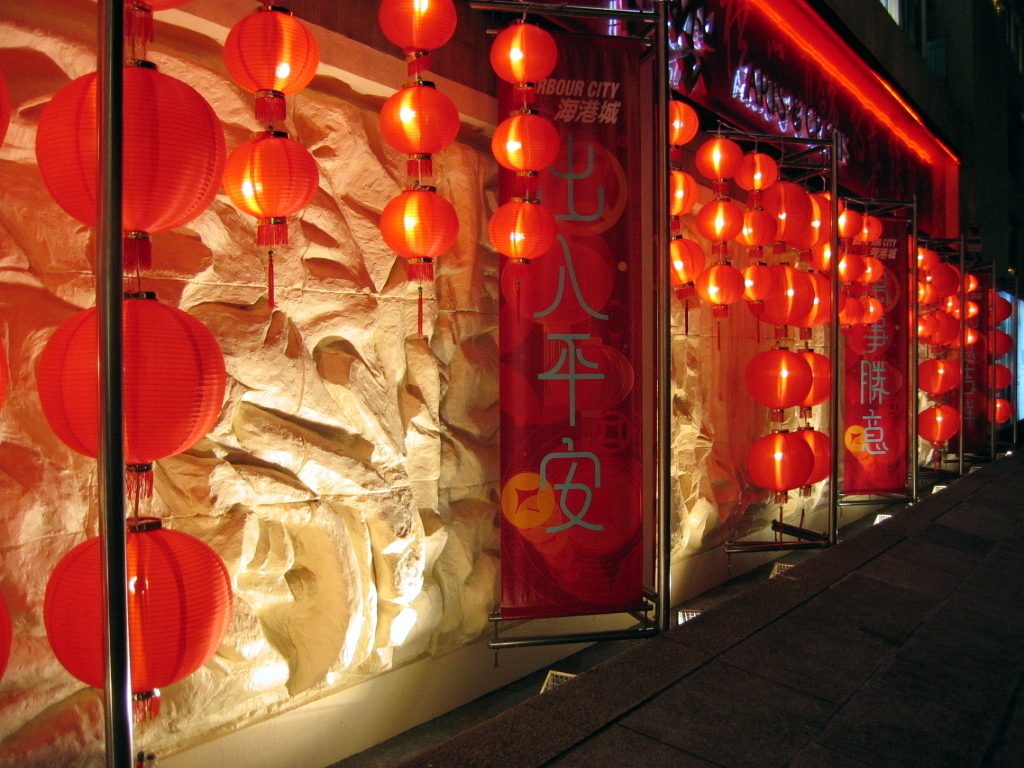
已拆卸的浮雕藝術品
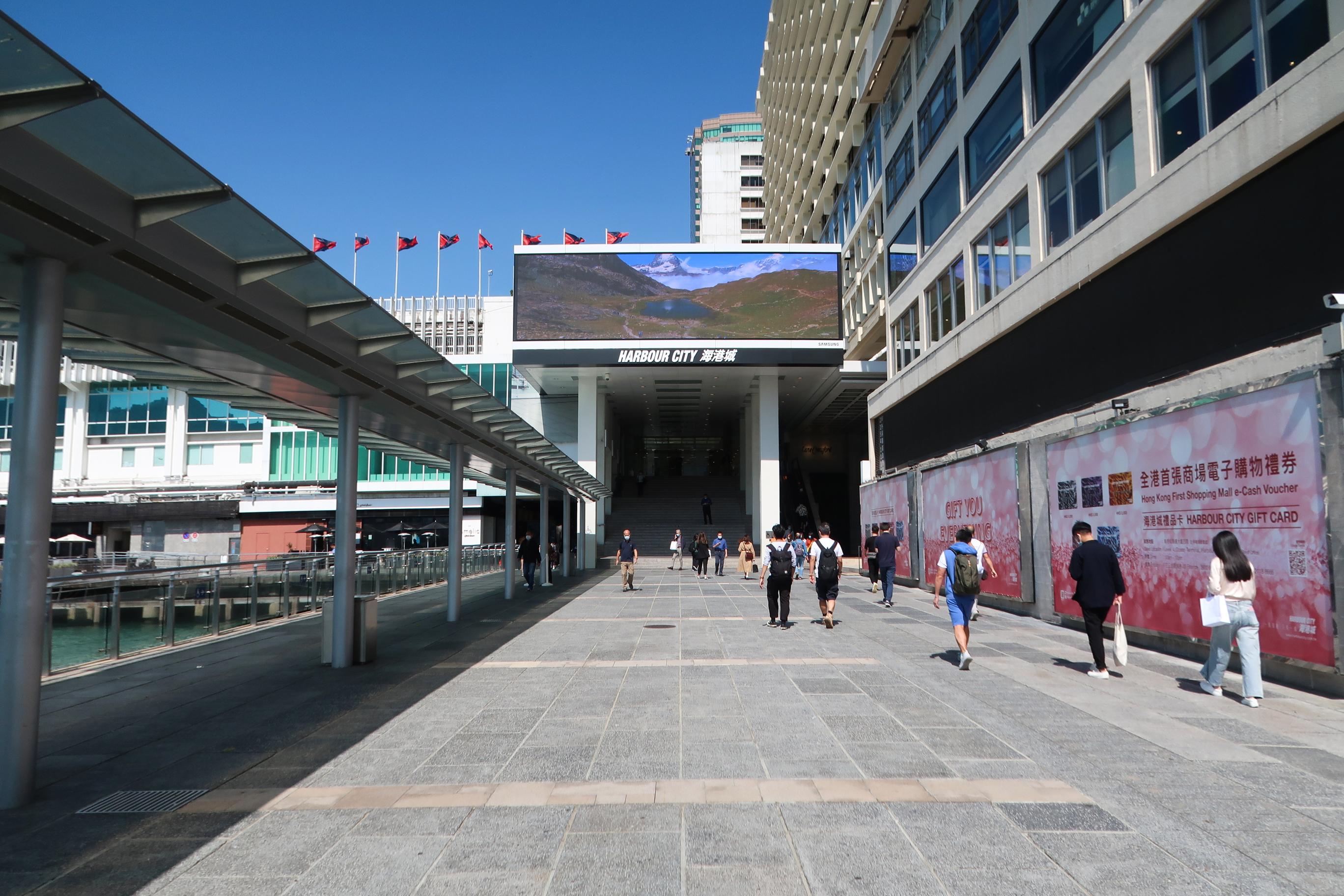
更換後的戶外電視

## 重大事件
1981年2月21日下午，海運大廈內的一個垃圾桶突然爆炸。爆炸威力強大，震碎商場內店鋪的飾櫃破璃，有23名中外遊人被玻璃碎片割傷。爆炸發生後，購物者、店員及遊人爭相走避，情況十分混亂。警方其後成立專案小組展開深入調查。
2017年5月30日下午，海運大廈外被發現有懷疑炸彈物品，警方一度緊急疏散約600名顧客及職員，經拆彈機械人引爆後，發現是一個外型類似炸彈的鬧鐘。經警方調查，拘捕一名有精神病紀錄的19歲涉案女子，最後被判入小欖精神病治療中心。
2023年10月19日中午，一名65歲工人在卸貨區工作期間意外墮海。水警及消防到場救起墮海男工人，情況昏迷，送往伊利沙伯醫院，送院時需使用自動心外壓機急救，延至下午1時26分不治。

## 外部連結
- 海運大廈官方網站 （页面存档备份，存于）
- 香港旅遊及發展局：海運大廈（页面存档备份，存于）

22°17′42″N 114°10′01″E / 22.295058°N 114.166817°E